# アカデミア美術館 (ヴェネツィア)
アカデミア美術館（アカデミアびじゅつかん、伊: Gallerie dell'Accademia）は、イタリアのヴェネツィアにある美術館である。中世後期から18世紀にいたるヴェネツィア派絵画の変遷の歴史を辿れる重要な美術館で、質量ともにヴェネツィア派絵画の宝庫として知られている。規模の点でもイタリア有数の美術館の一つである。

## 沿革
1750年、地元出身の画家ジョヴァンニ・バッティスタ・ピアツェッタにより創設された「ヴェネツィア美術アカデミー」(Accademia di belle arti di Venezia)が起こり。1807年にナポレオン支配下にてフォンテゲット・デッラ・ファリーナから移された。1817年から一般に公開されるようになった。現在では14世紀から18世紀までのヴェネツィア派絵画を中心とした収集がある。。特にヴェネツィア派の第一世代を代表するジョヴァンニ・ベリーニの傑作・大作や、その弟子ジョルジョーネの最高傑作『テンペスタ』、そしてヴェネツィアの三大画家とされるティツィアーノ、ティントレット、パオロ・ヴェロネーゼの代表作が見られる。

## 収蔵品
- 『ウィトゥルウィウス的人体図』レオナルド・ダ・ヴィンチ作
- 『洗礼者ヨハネと聖母子』ジョヴァンニ・ベリーニ作
- 『テンペスタ』ジョルジョーネ作
- 『聖母の神殿奉献』ティツィアーノ作
- 『聖マルコの遺体の運搬』ティントレット作

## ギャラリー
Category:アカデミア美術館 (ヴェネツィア) の所蔵品も参照

ヒエロニムス・ボス 『聖リベラータの三連祭壇画』, 104 x 119 cm
ヒエロニムス・ボス 『隠遁聖者の三連祭壇画』, 86 x 120 cm
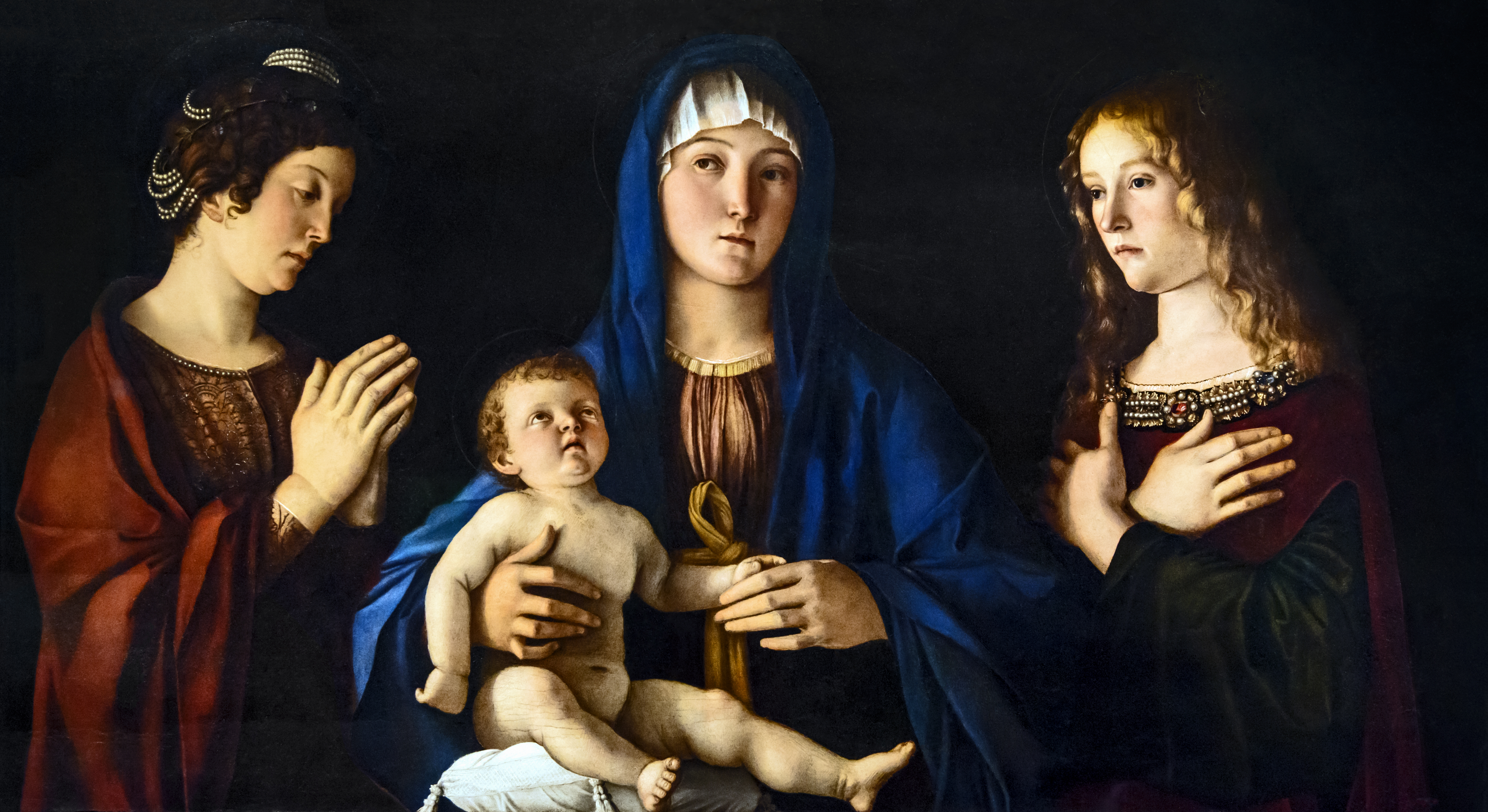
ジョヴァンニ・ベッリーニ Sacred Conversation, 58 x 107 cm
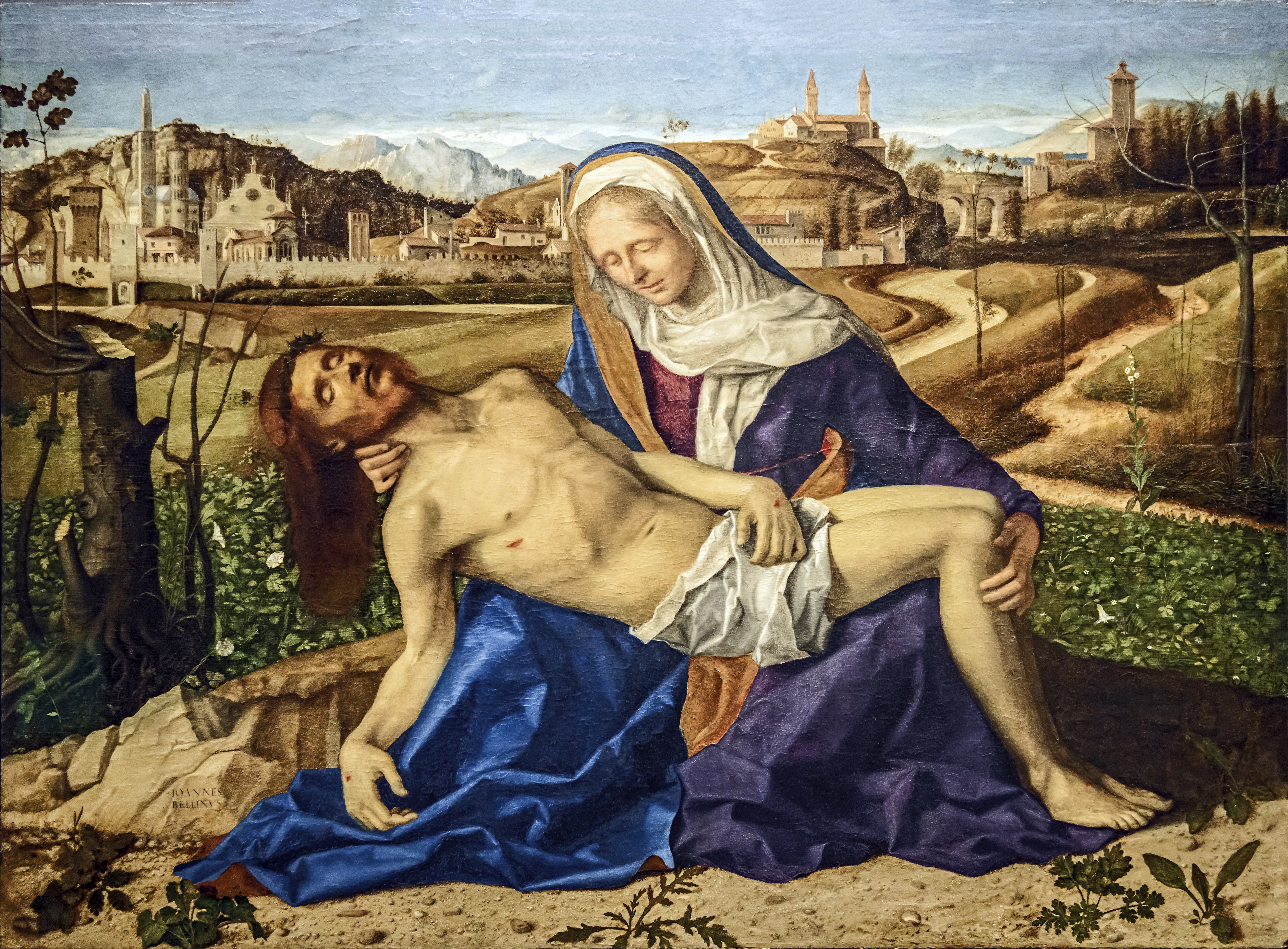
ジョヴァンニ・ベッリーニ 『マルティネンゴのピエタ』(1505年頃), 65 x 90 cm
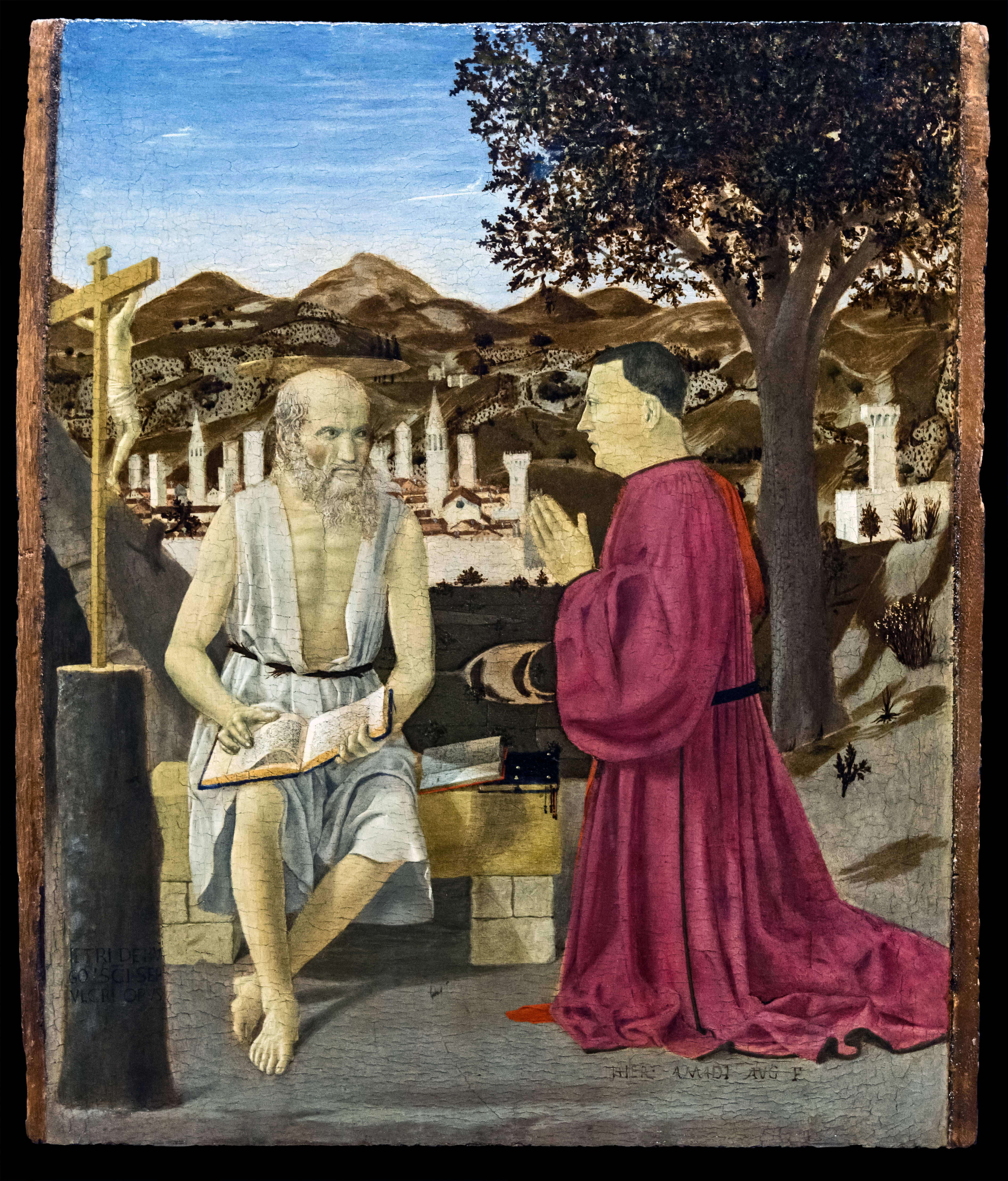
ピエロ・デラ・フランチェスカ St. Jerome and Donor, 49 x 42 cm
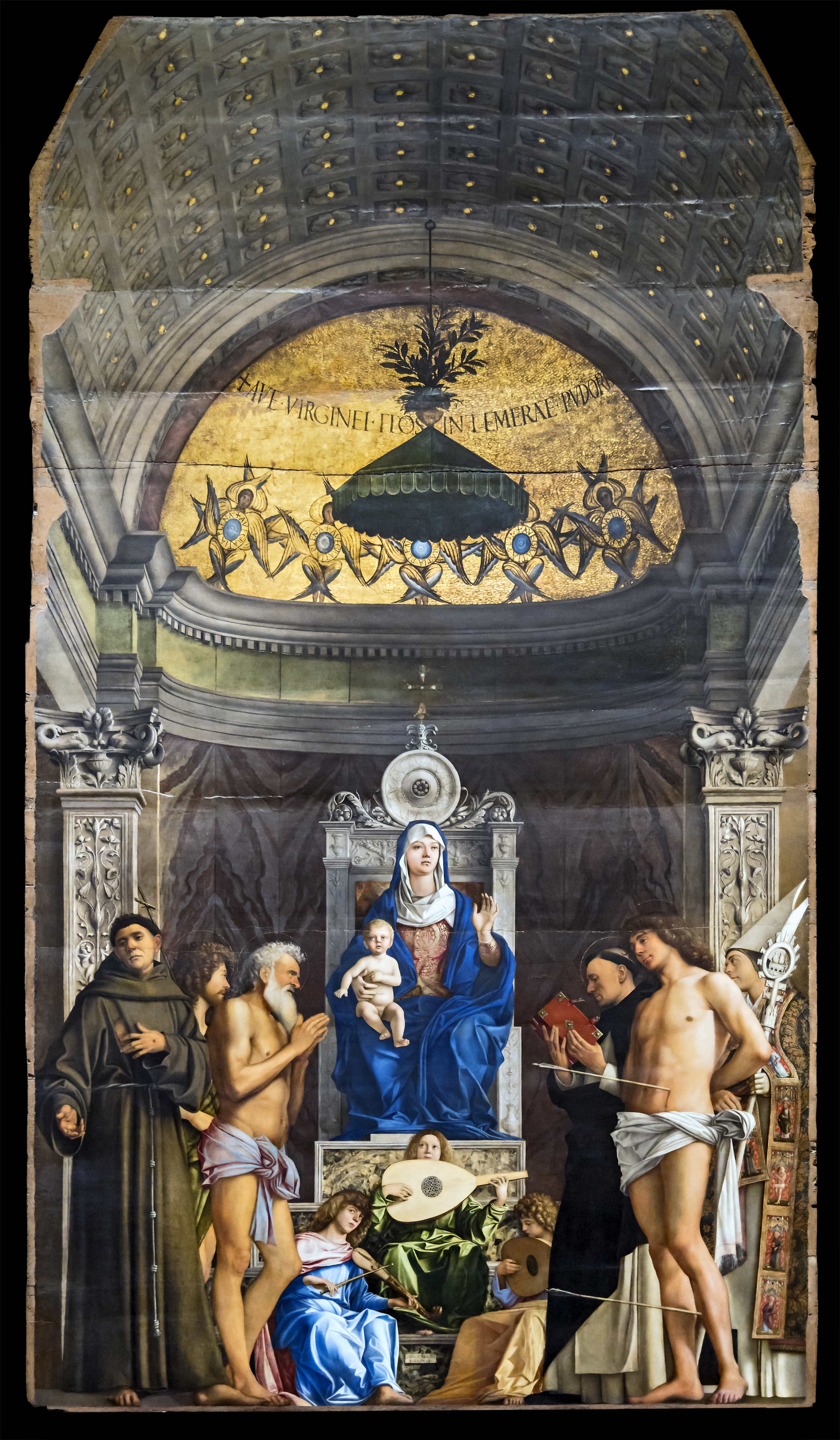
ジョヴァンニ・ベッリーニ 『サン・ジョッベ祭壇画』(1487年頃), 471 x 258 cm
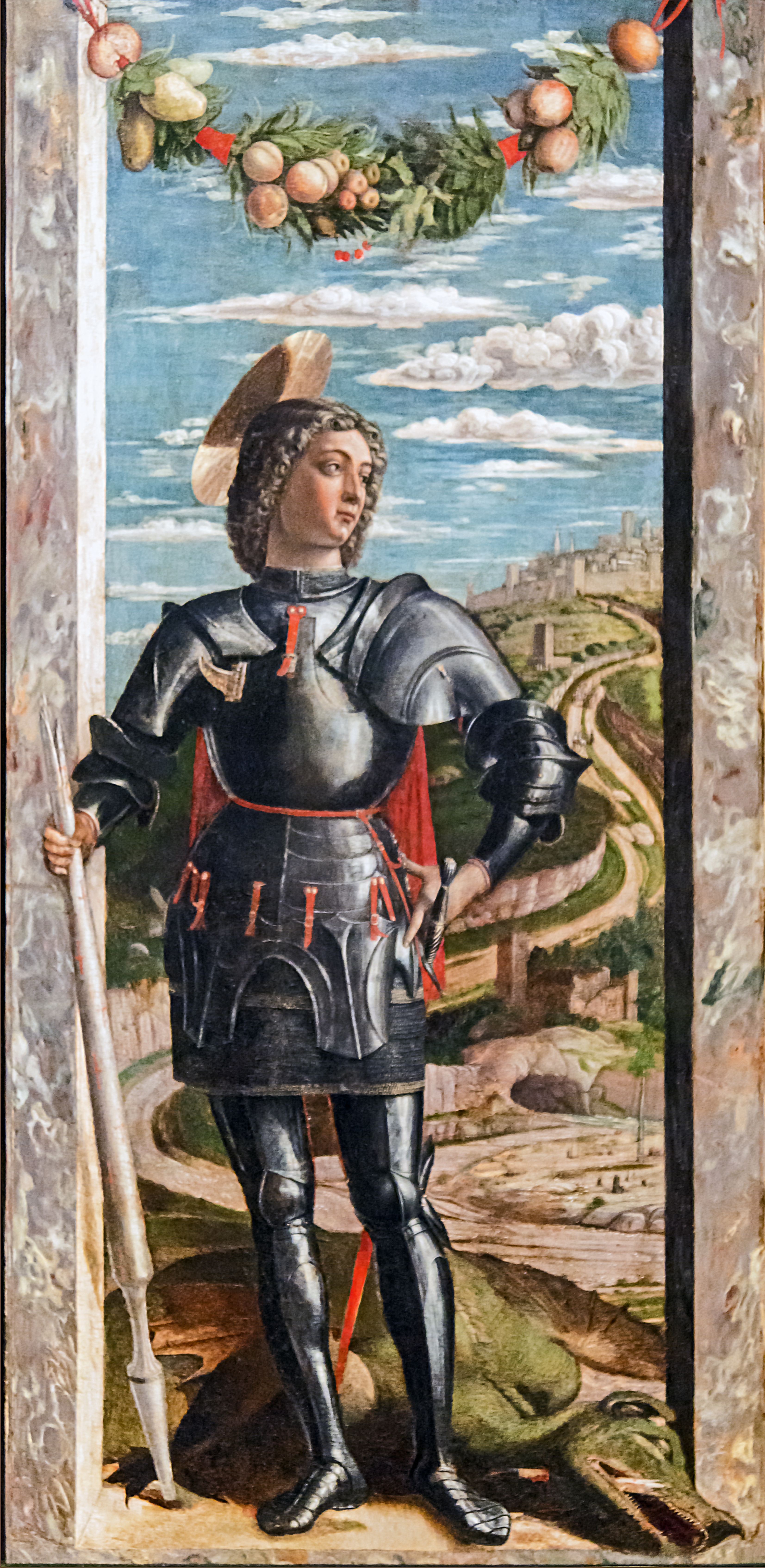
アンドレア・マンテーニャ 『聖ゲオルギウス』(1460年頃), 66 x 32 cm
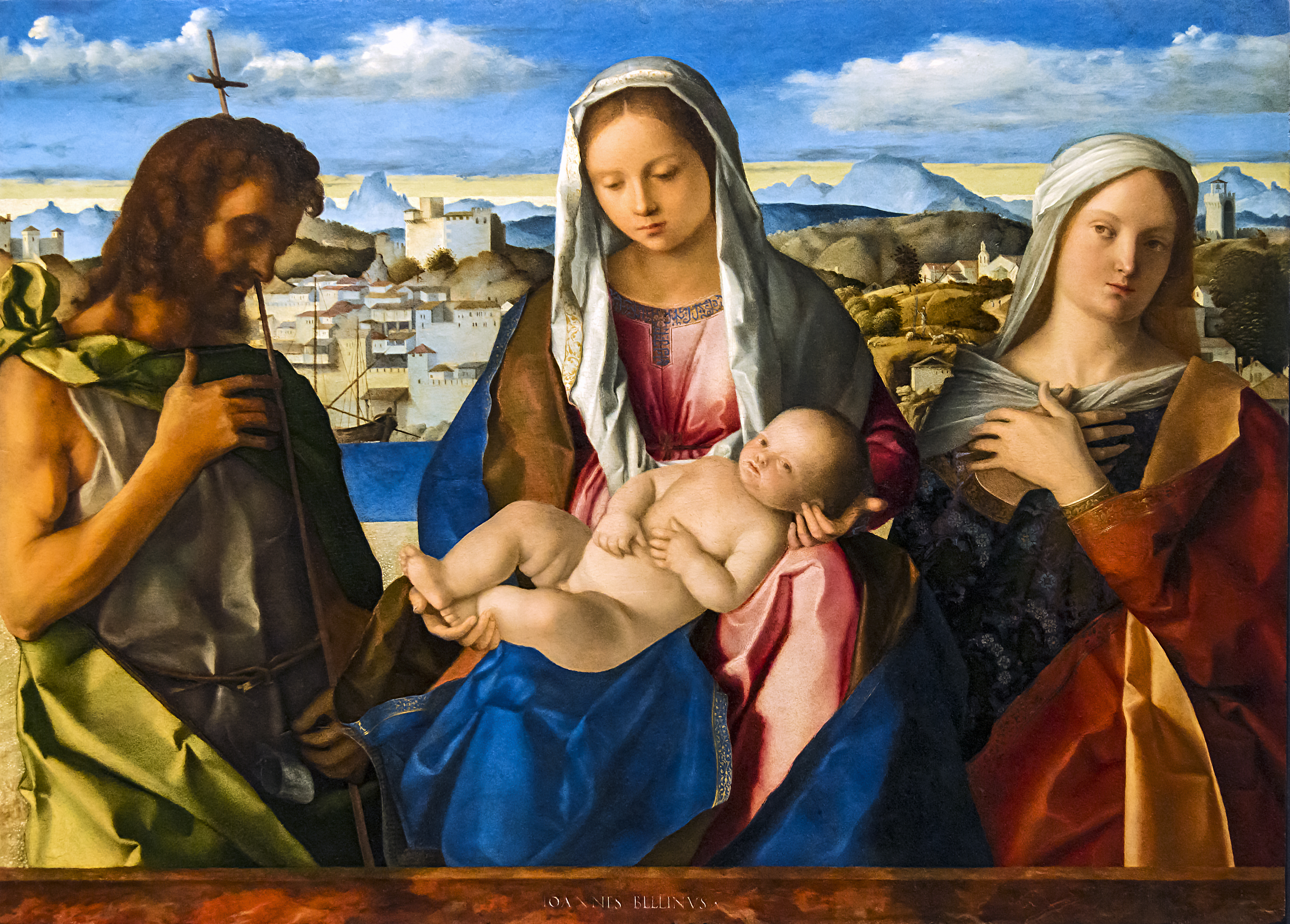
ジョヴァンニ・ベッリーニ Sacred Conversation, 54 x 76 cm
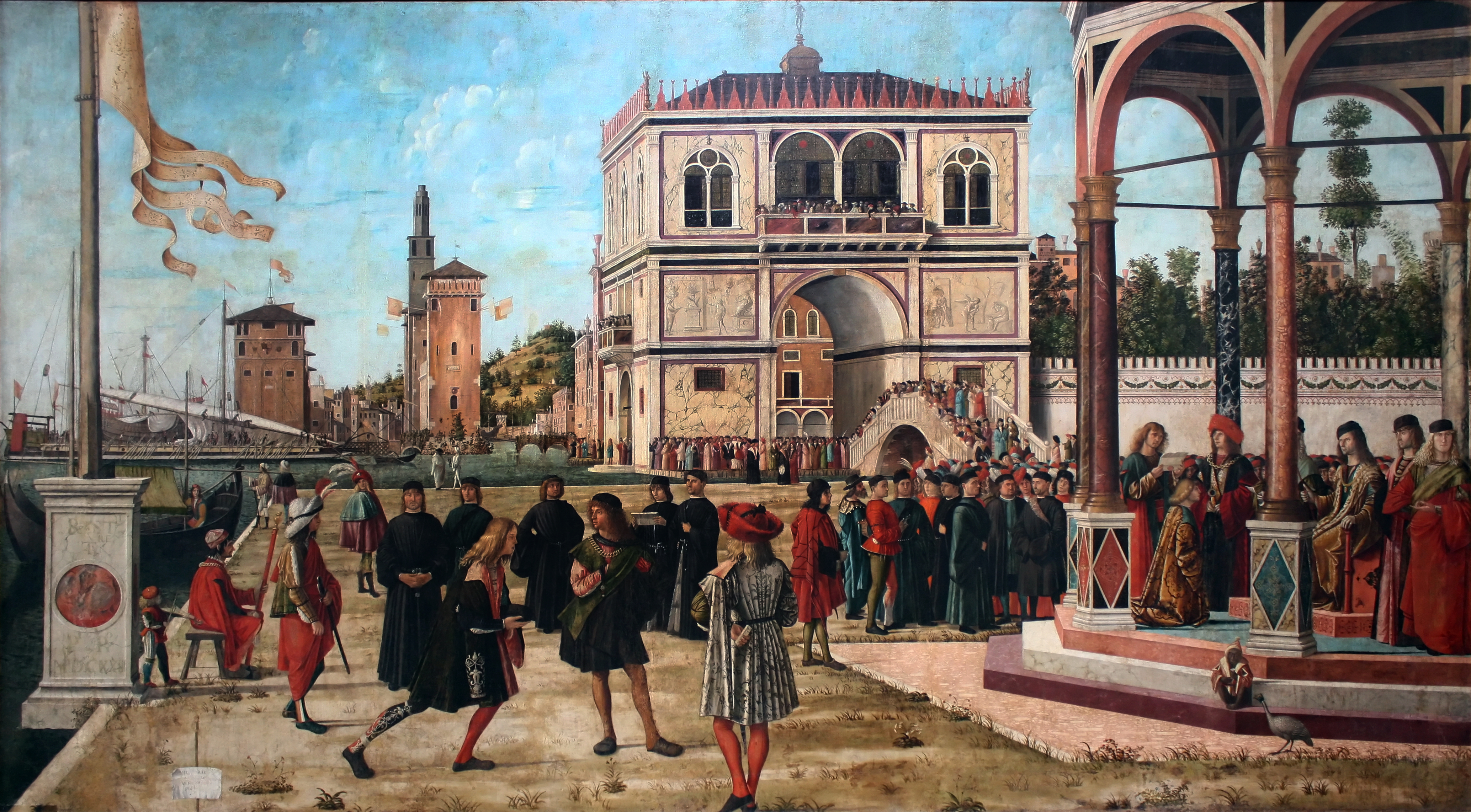
ヴィットーレ・カルパッチョ Cycle of St. Ursula, 297 x 527 cm
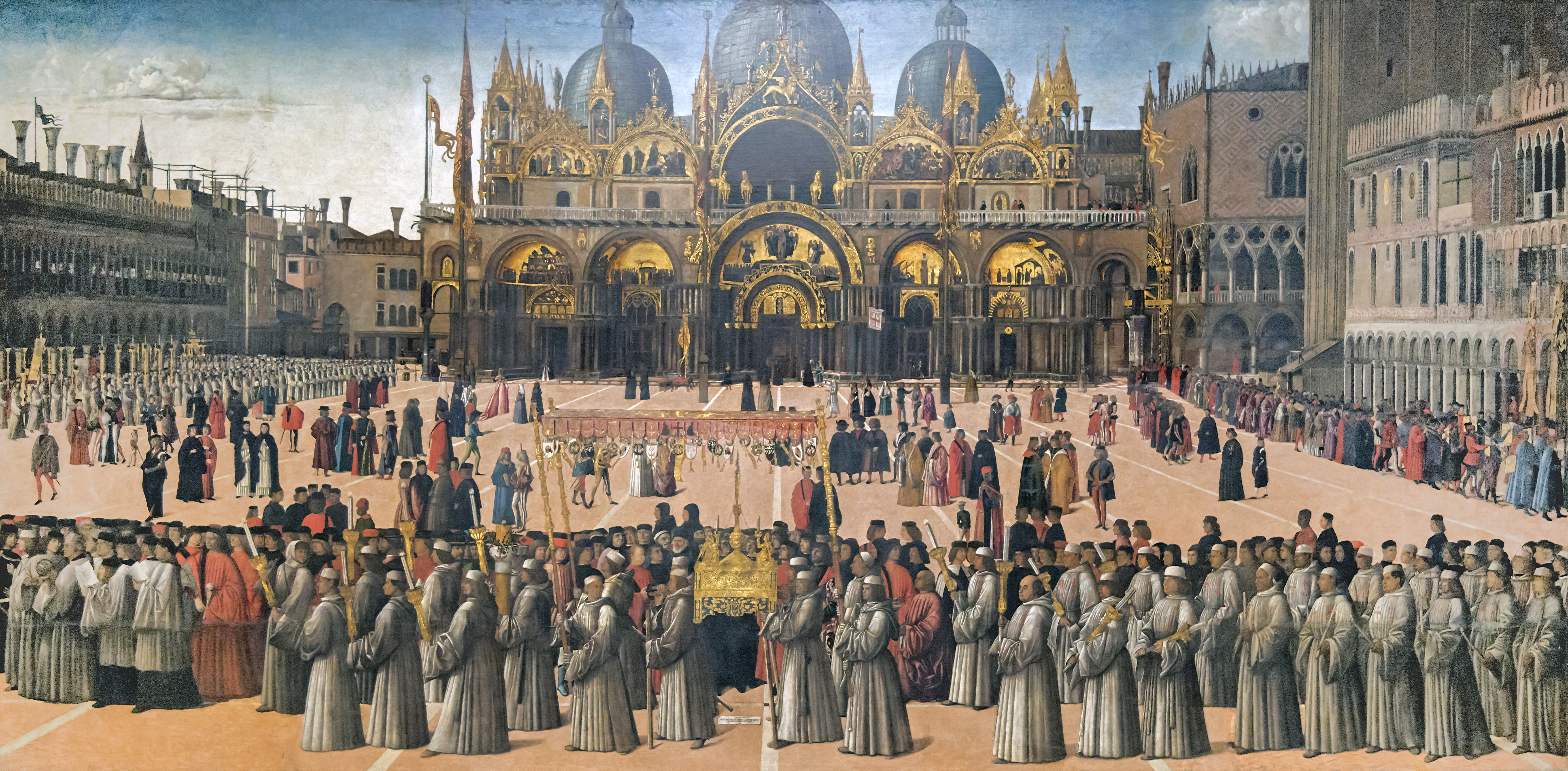
ジェンティーレ・ベッリーニ 『サン・マルコ広場の行列』(1496年), 347 × 770 cm
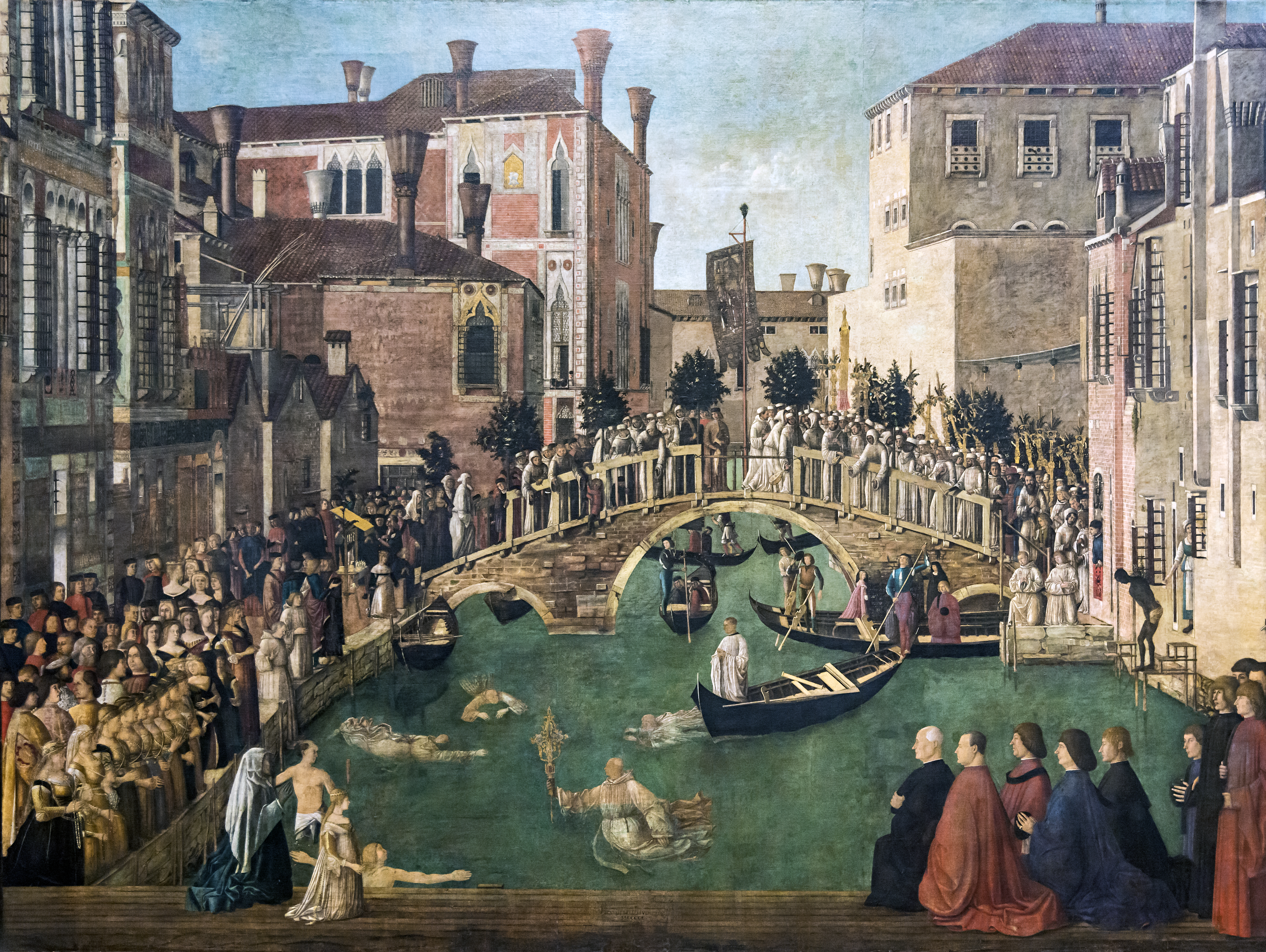
ジェンティーレ・ベッリーニ 『サン・ロレンツォ橋での十字架の奇跡』(1500年頃), 323 × 430 cm
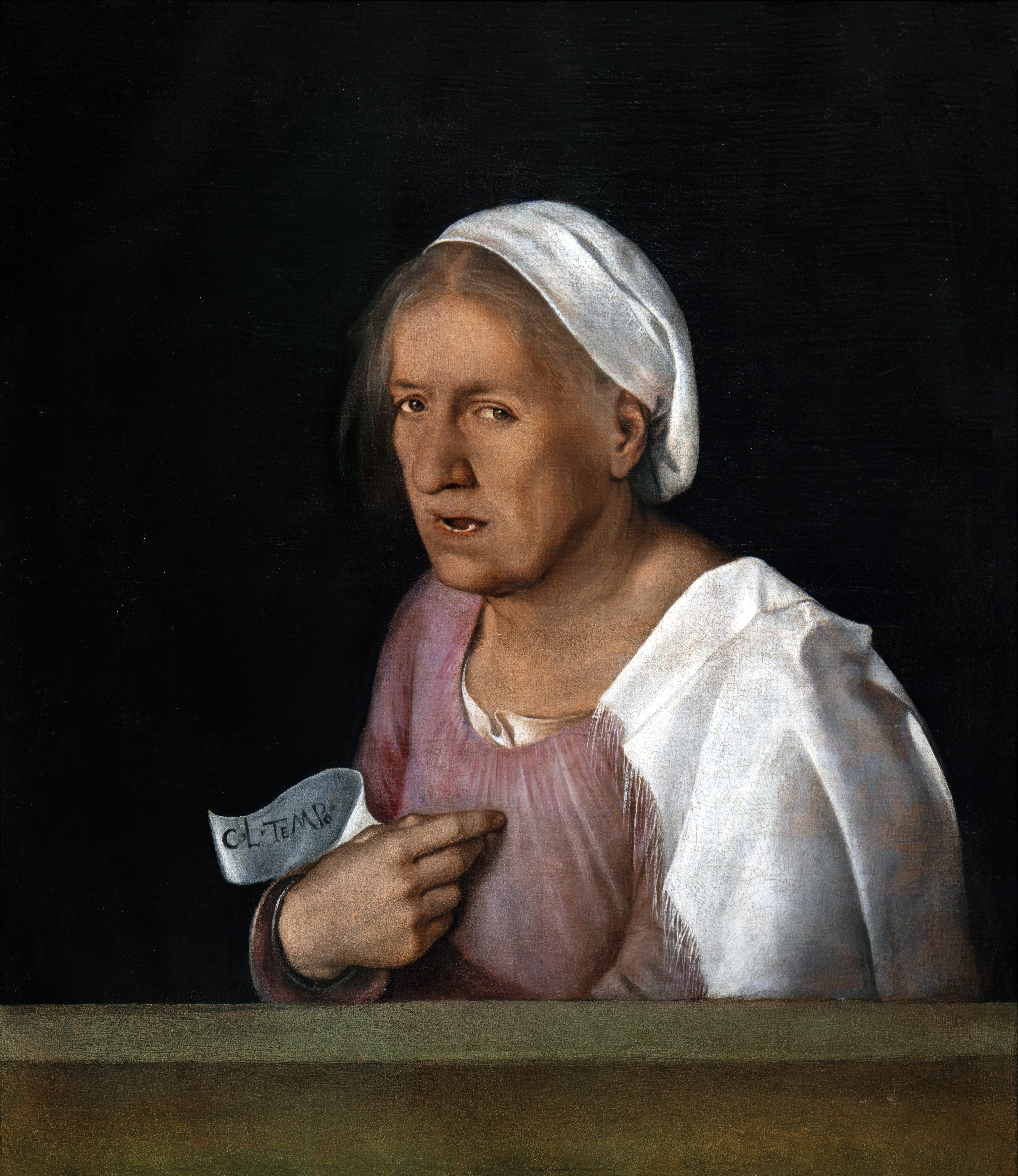
ジョルジョーネ 『老女 (ラ・ヴェッキア)』, 68 x 59 cm
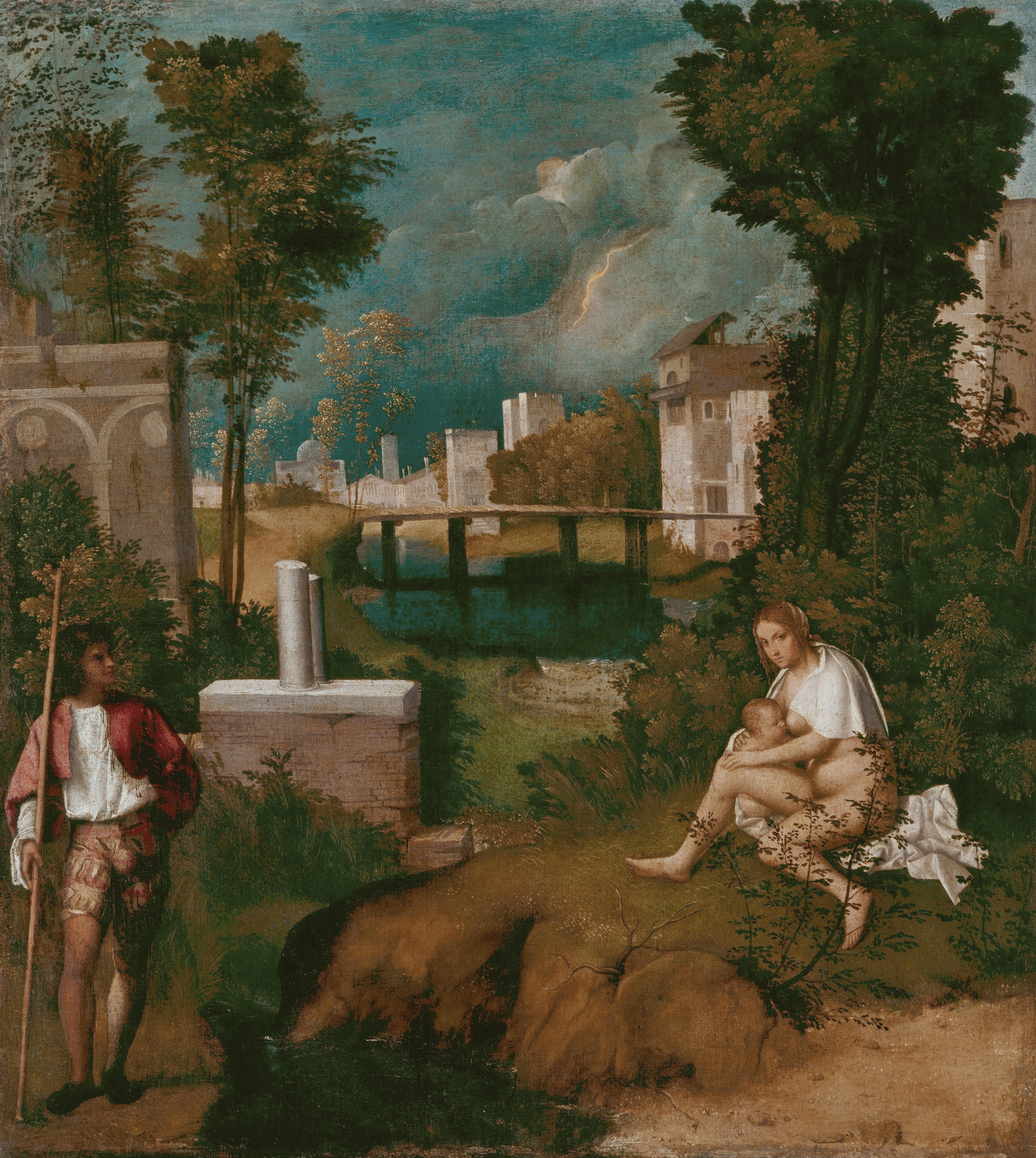
ジョルジョーネ『テンペスタ』(1506-1508年), 83 x 73 cm
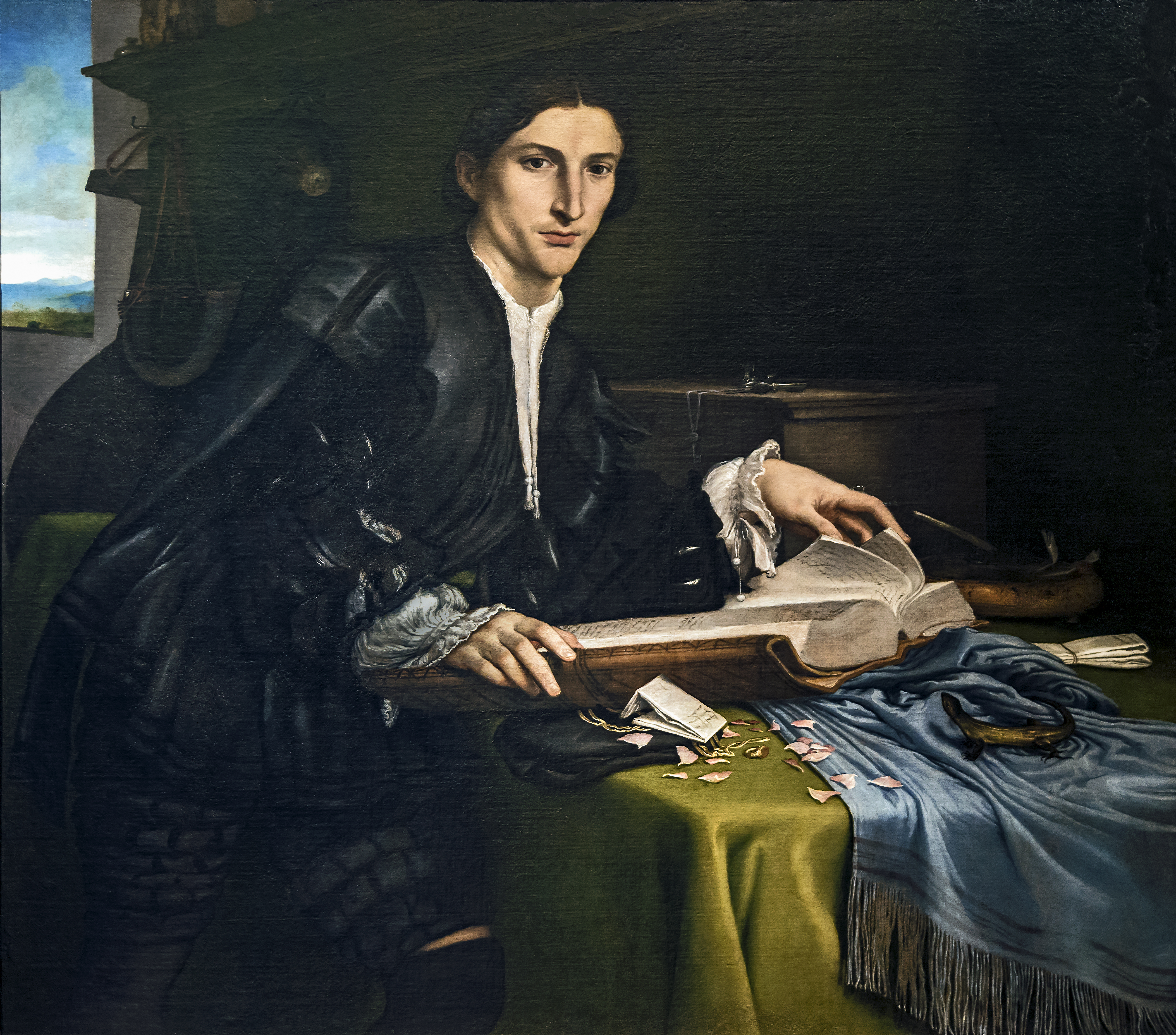
ロレンツォ・ロット Gentleman in His Study, 98 x 116 cm
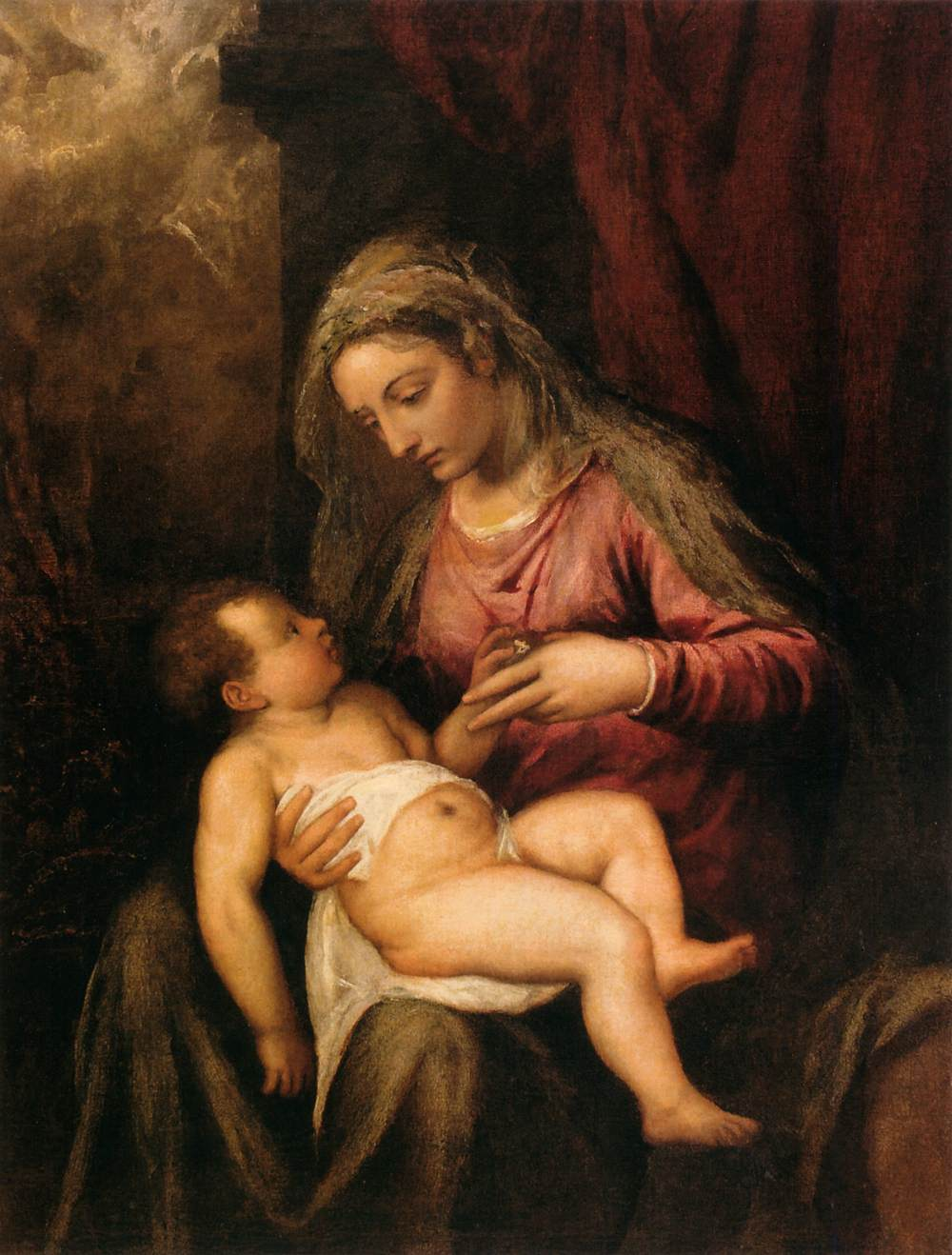
ティツィアーノ・ヴェチェッリオ 『アルベルティーニの聖母』(1560年–1565年頃), 124 x 96 cm
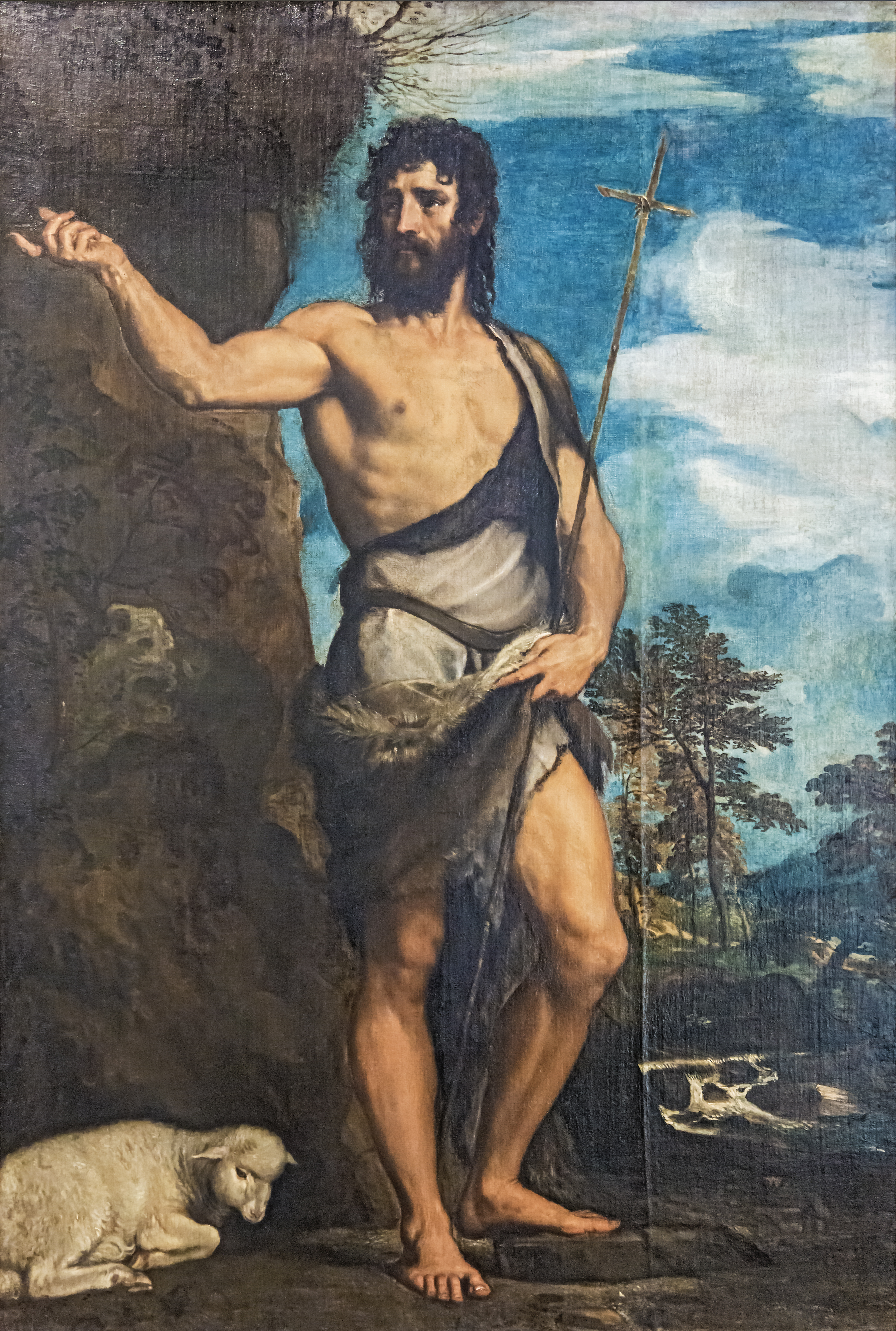
ティツィアーノ 『洗礼者聖ヨハネ』, 201 x 134 cm
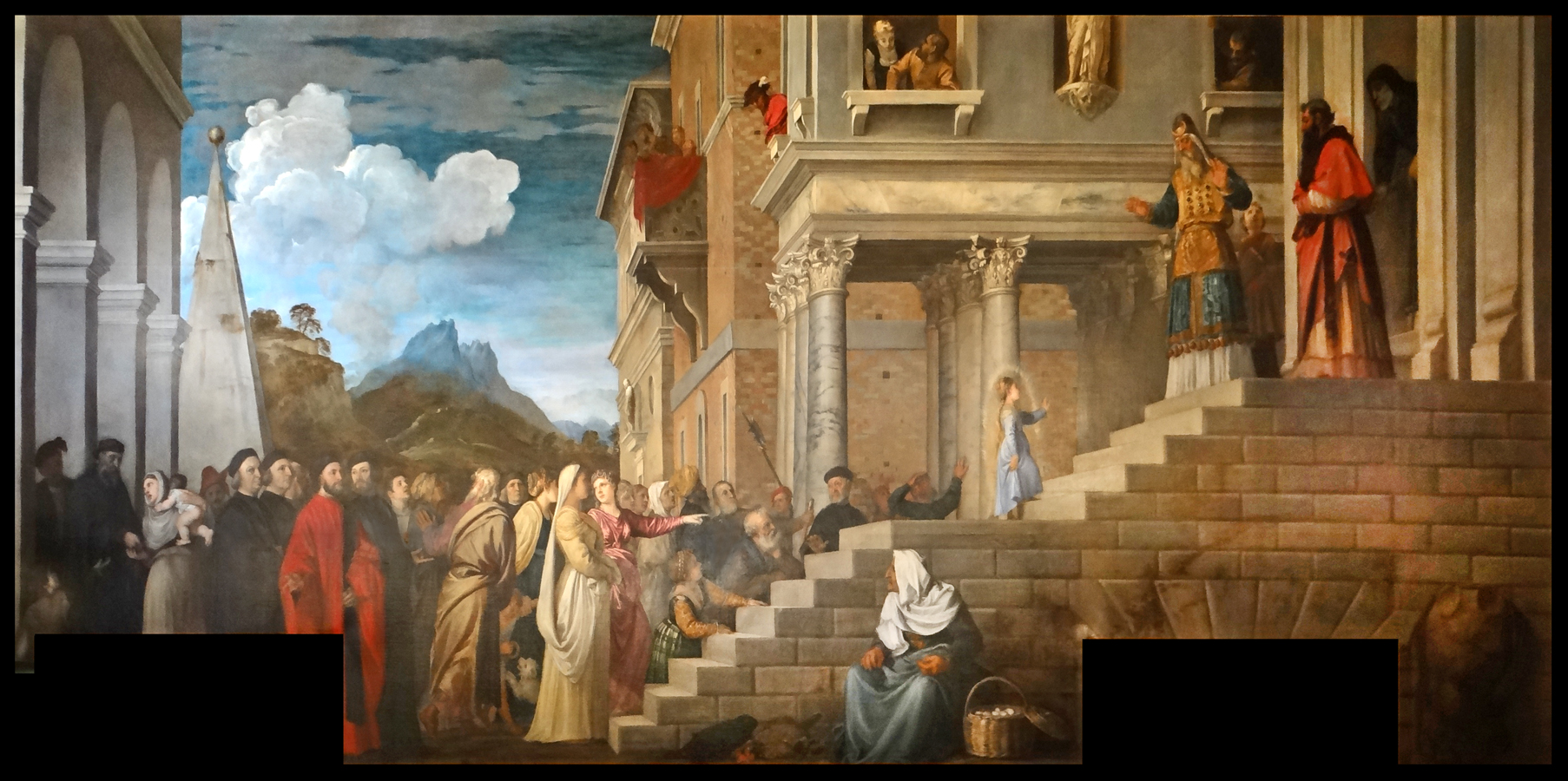
ティツィアーノ 『聖母の神殿奉献』, 345 x 775 cm
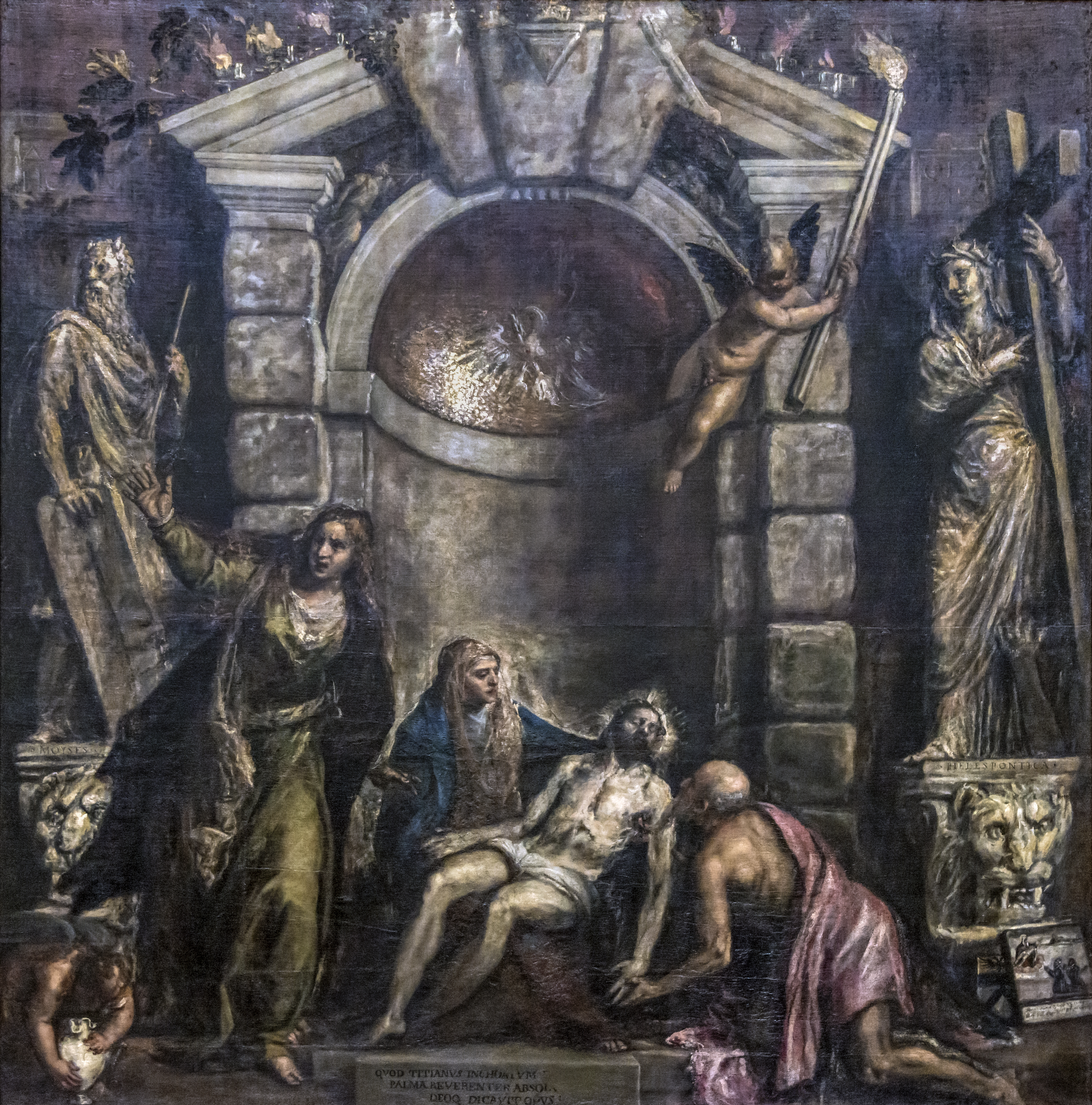
ティツィアーノ 『ピエタ』(1575-1576年), 353 x 348 cm
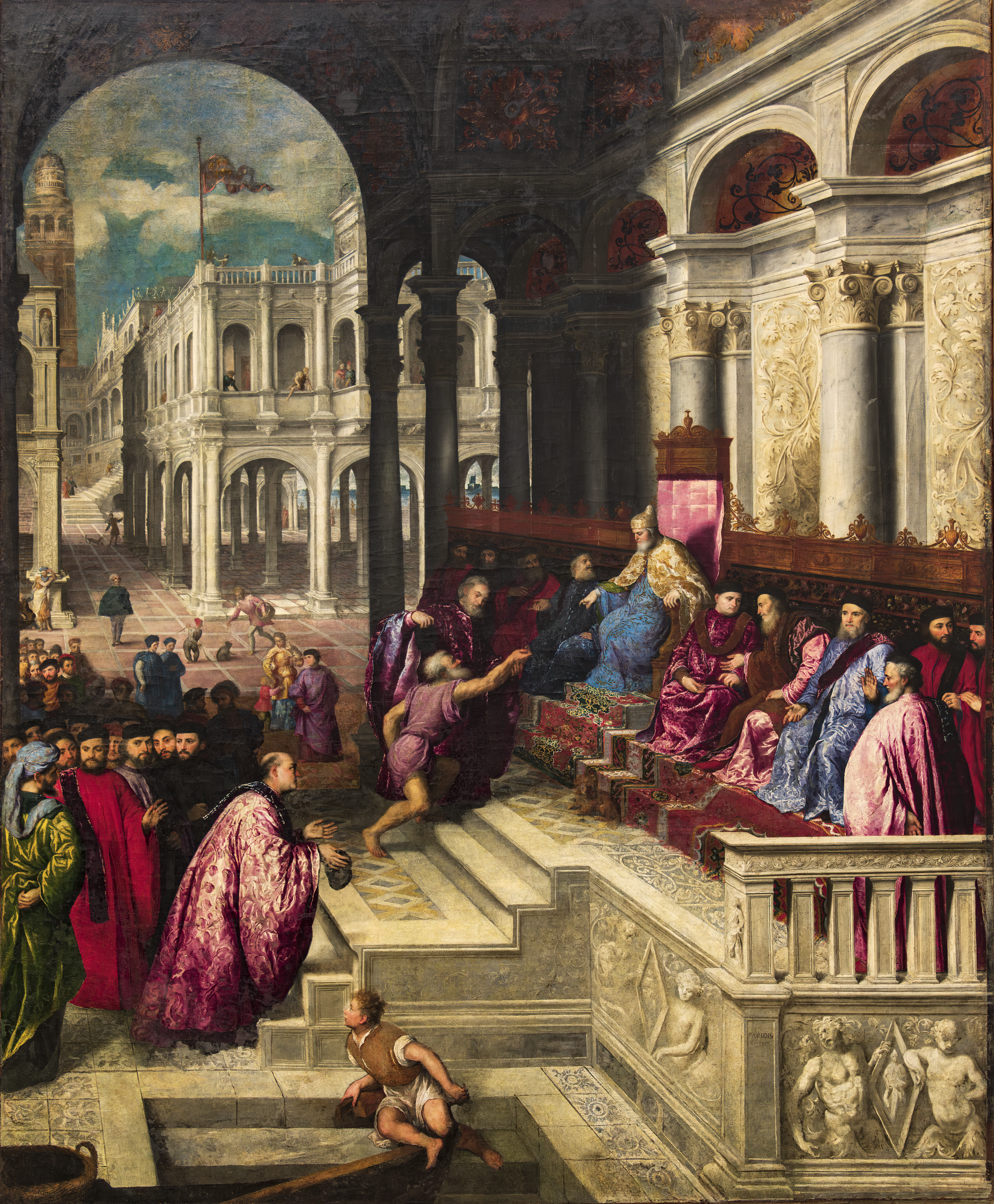
パリス・ボルドーネ Presentation of the Ring, 370 x 301 cm
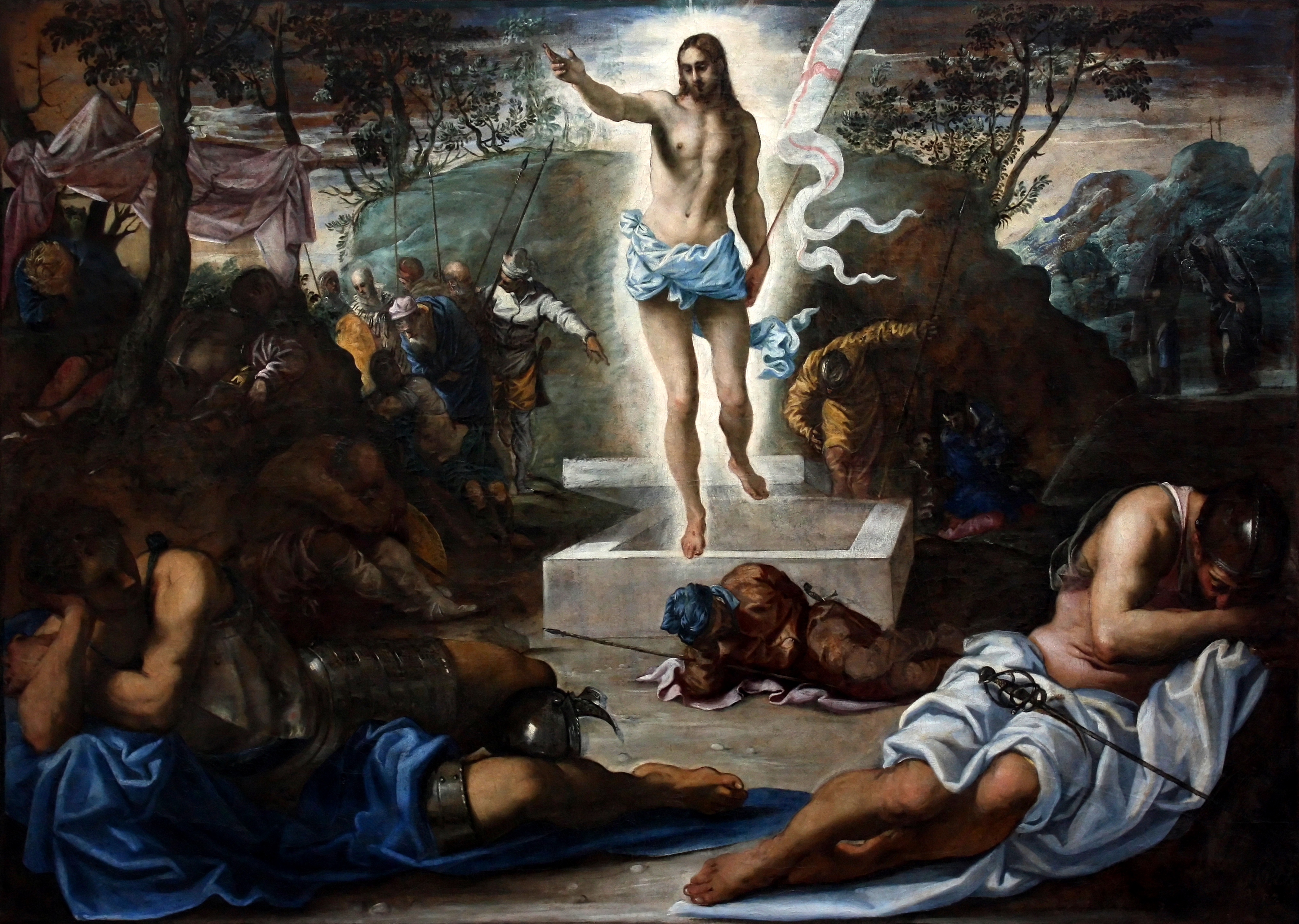
ティントレット Resurrection
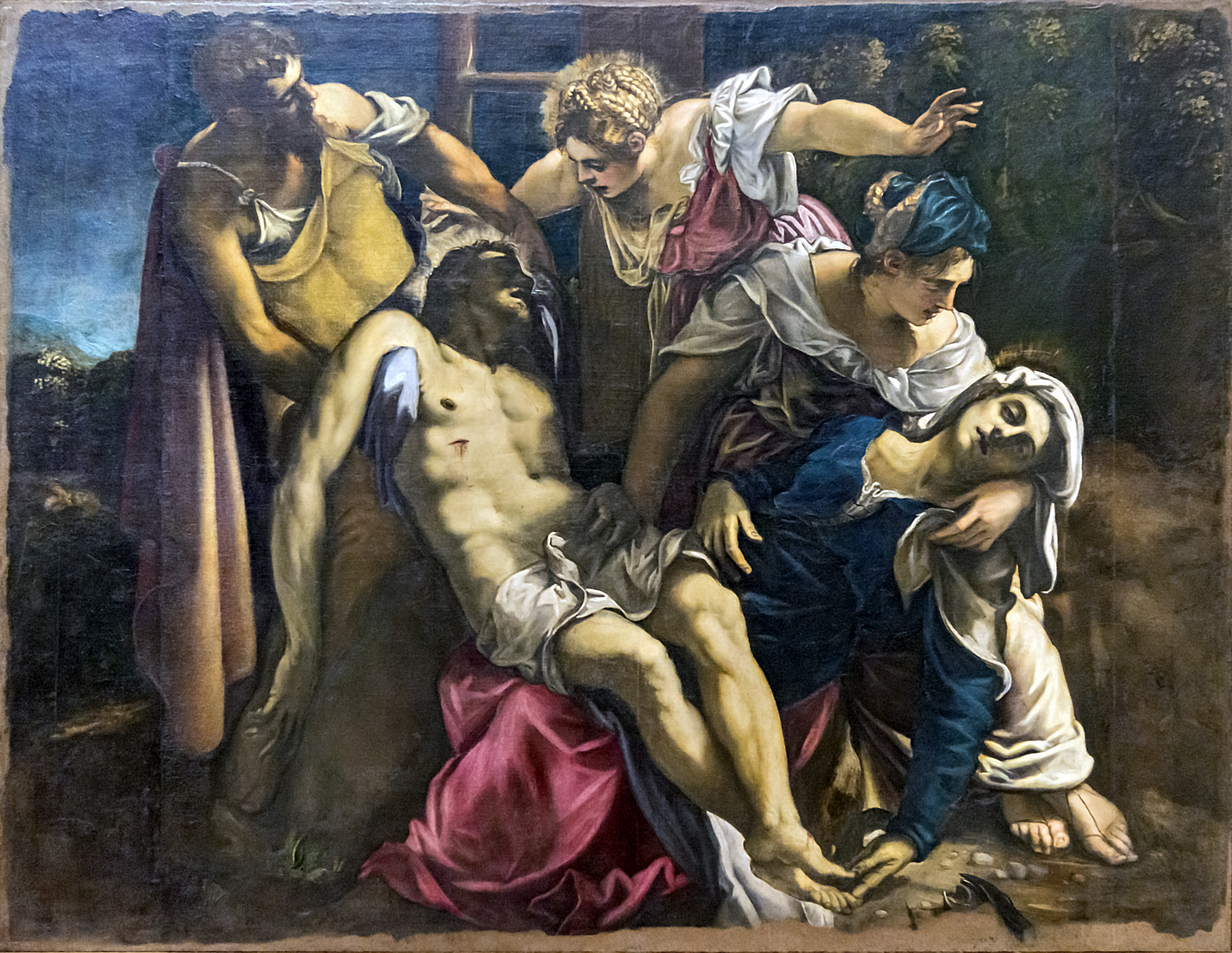
ティントレット Lamentation, 227 x 294 cm
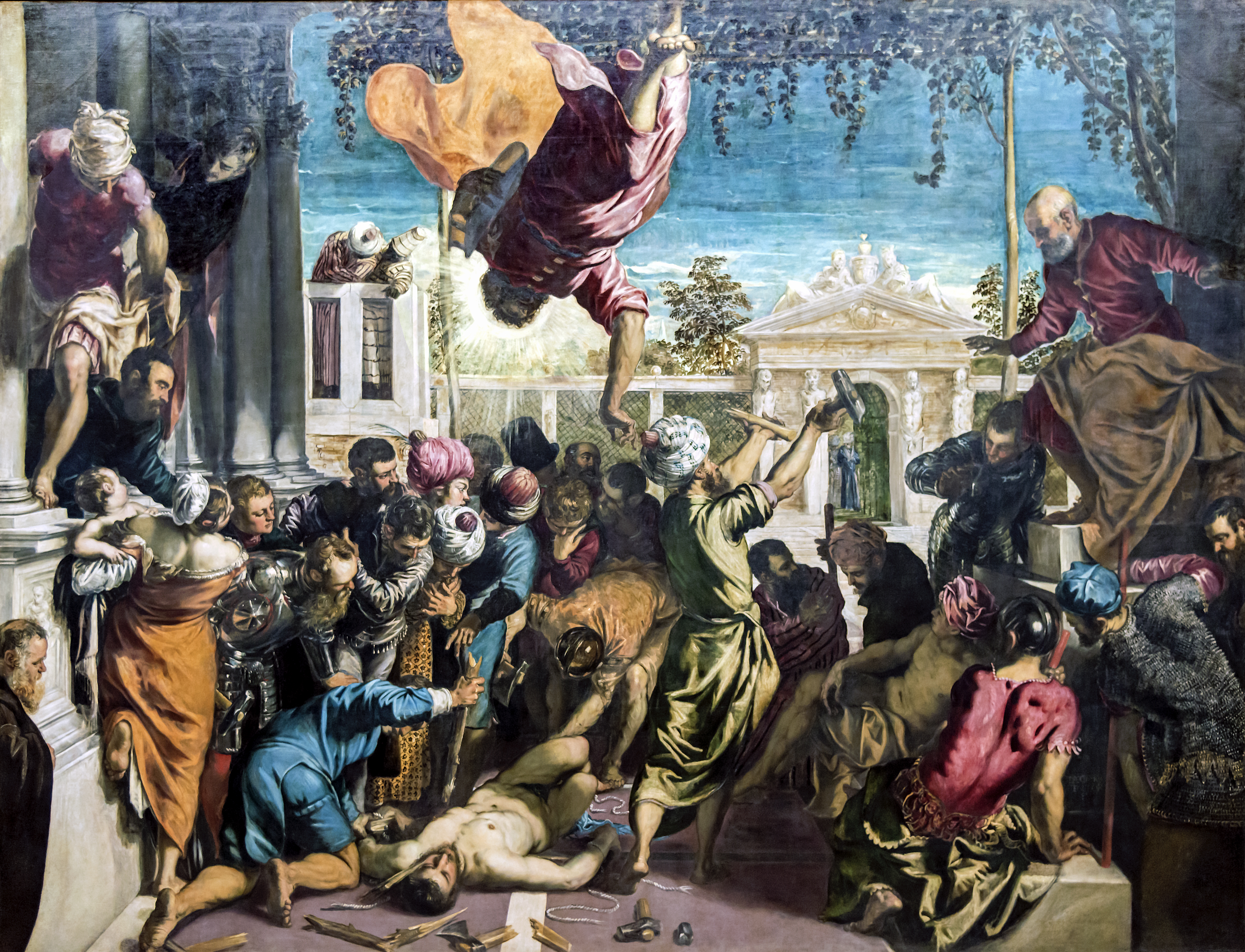
ティントレット 『奴隷を解放する聖マルコ』(1548年), 415 x 541 cm
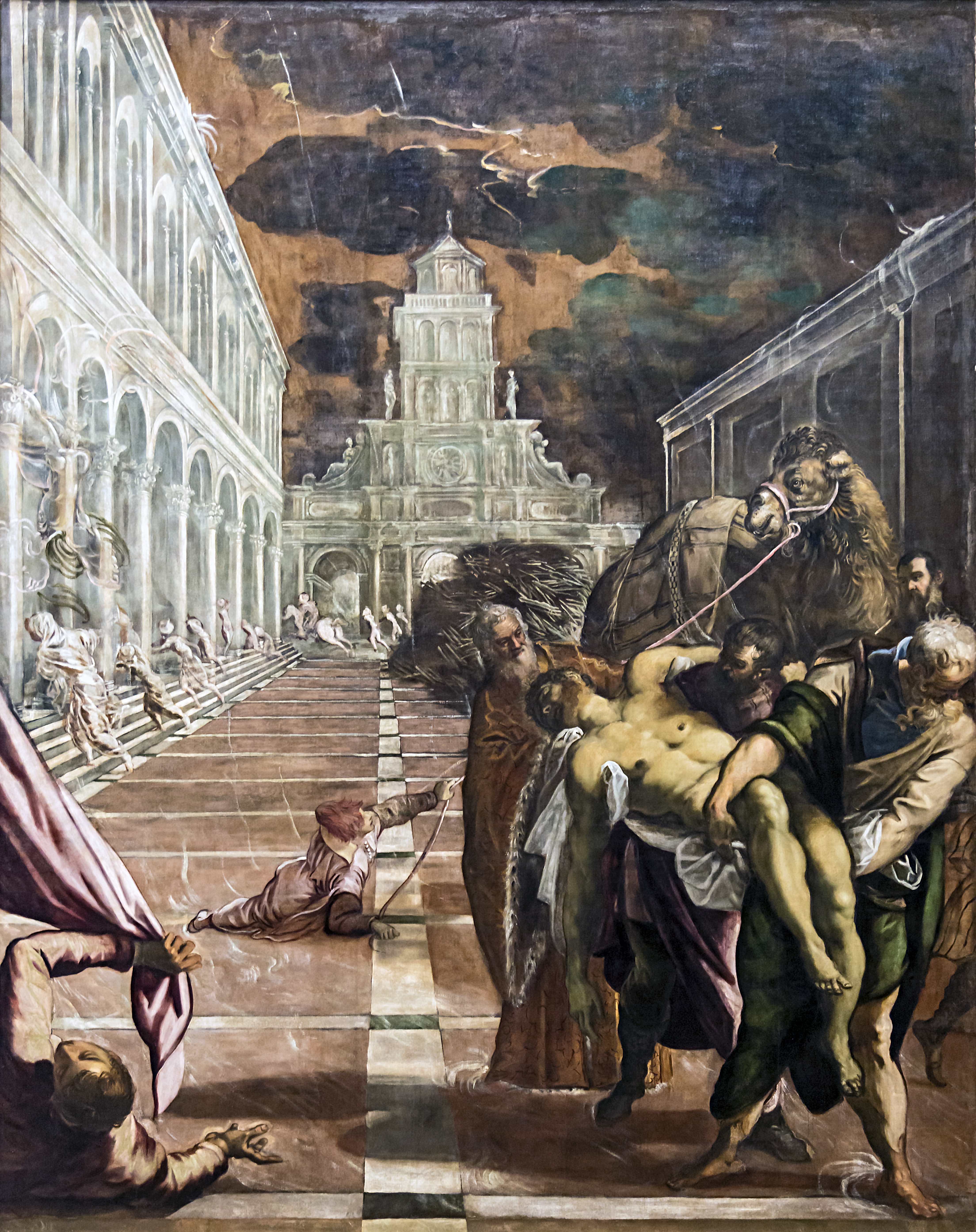
ティントレット 『聖マルコの遺骸の運搬』(1562-1566年), 421 x 306 cm
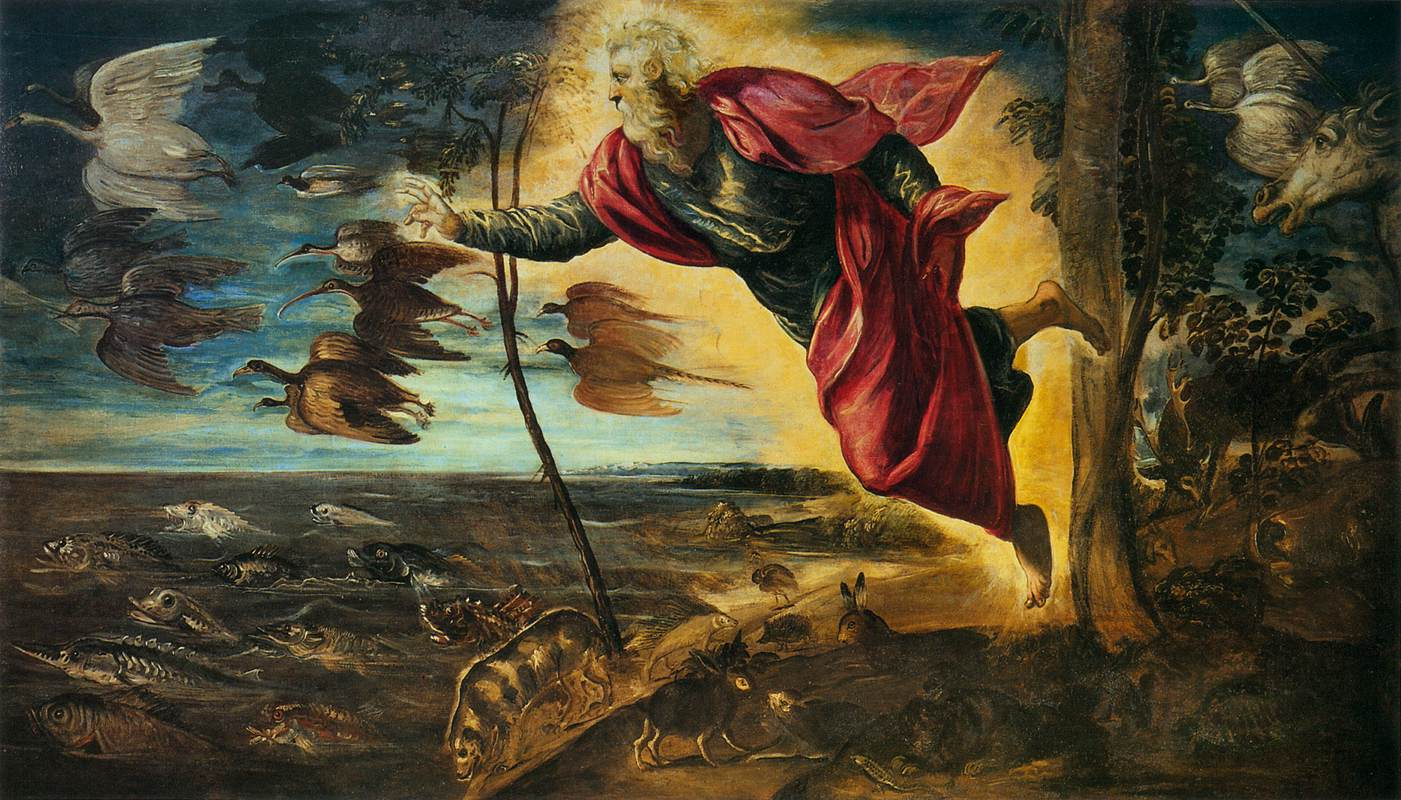
ティントレット 『動物の創造』(1550-1553年) 151 x 258 cm
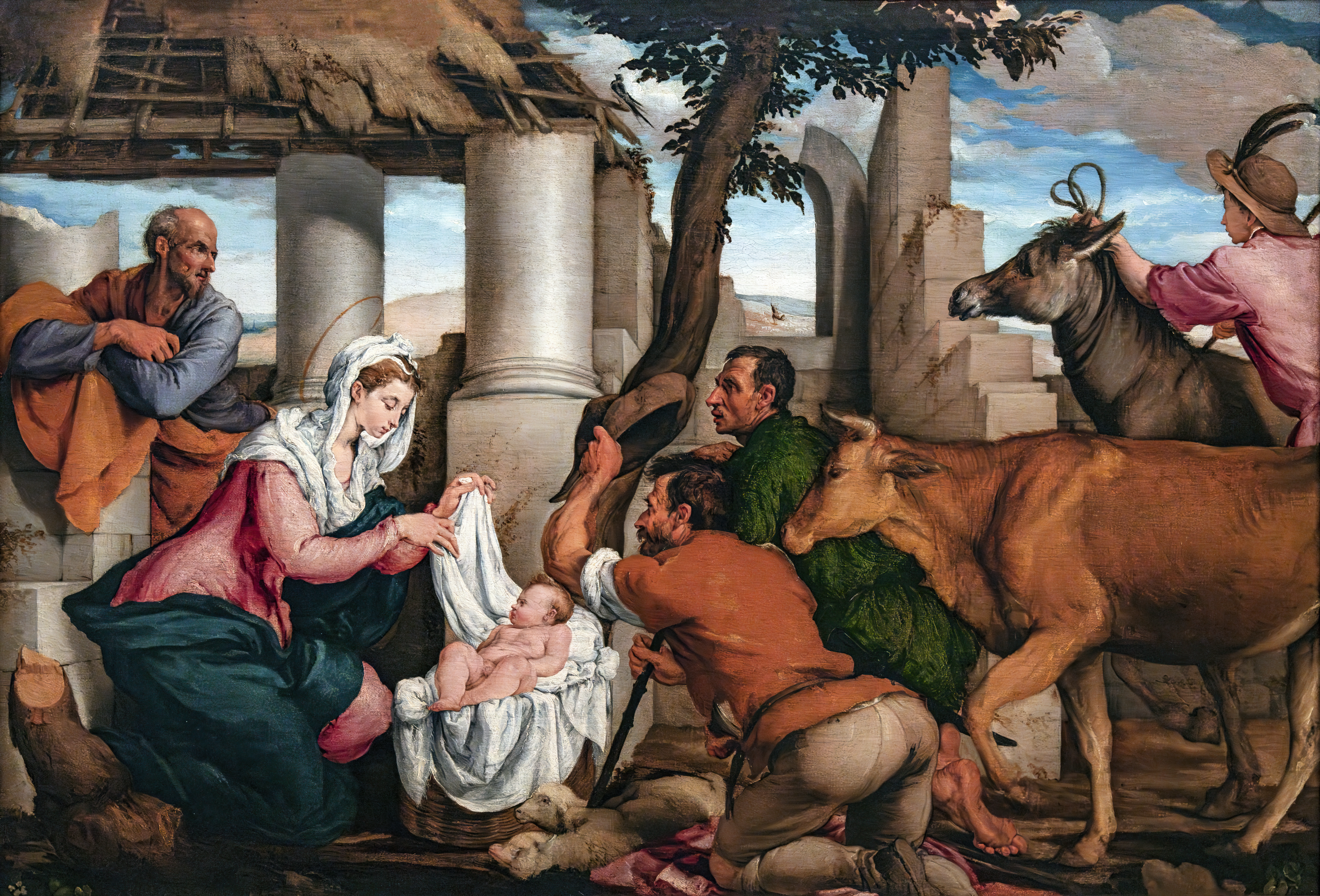
ヤコポ・バッサーノ Adoration of the Shepherds, 97 x 142 cm
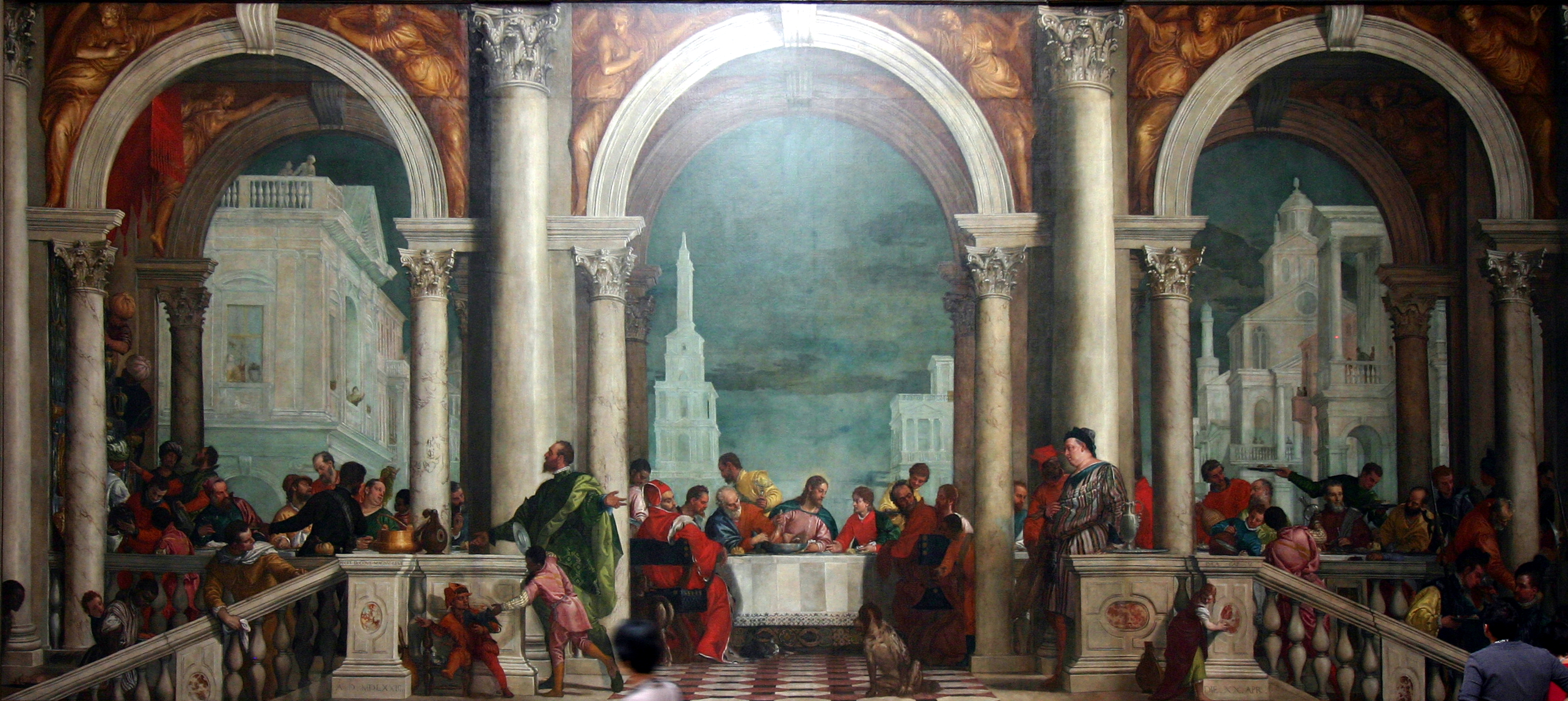
パオロ・ヴェロネーゼ 『レヴィ家の饗宴』(1573年), 555 x 1280 cm
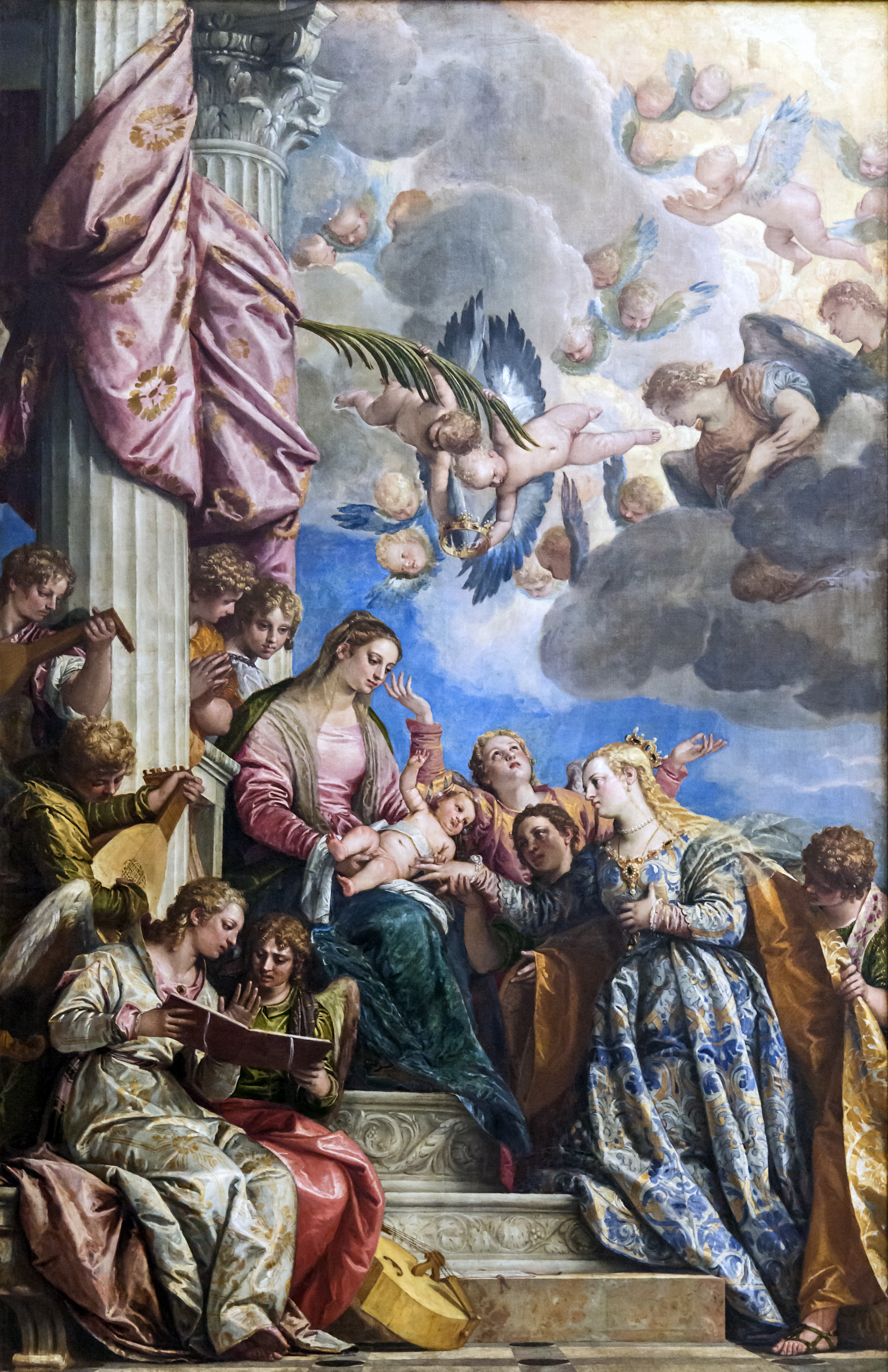
パオロ・ヴェロネーゼ 『聖カタリナの神秘の結婚』(1575年頃), 337 x 241 cm
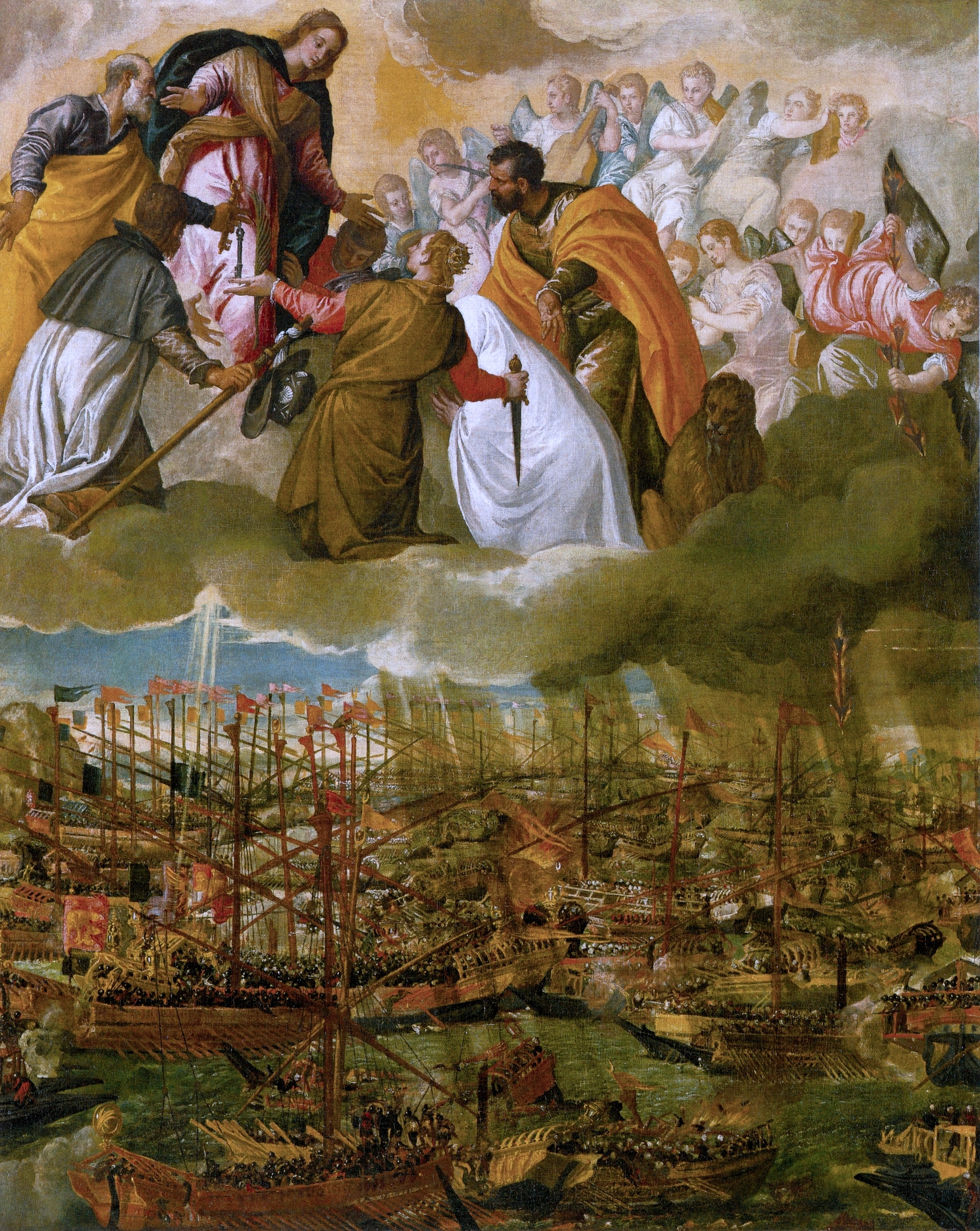
パオロ・ヴェロネーゼ 『レパントの海戦の寓意』, 169 x 137 cm
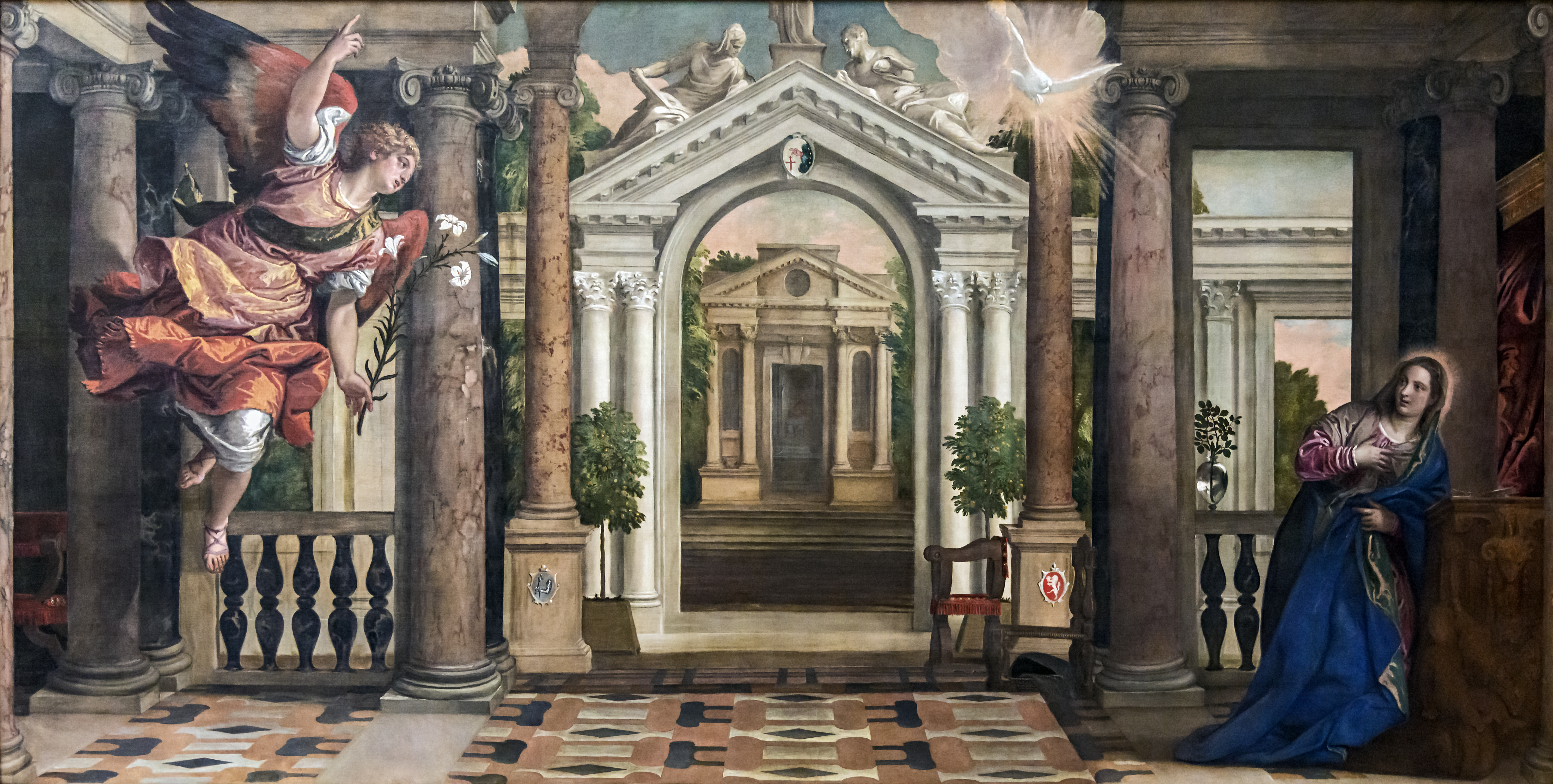
パオロ・ヴェロネーゼ『受胎告知』(1578年), 271 x 541 cm
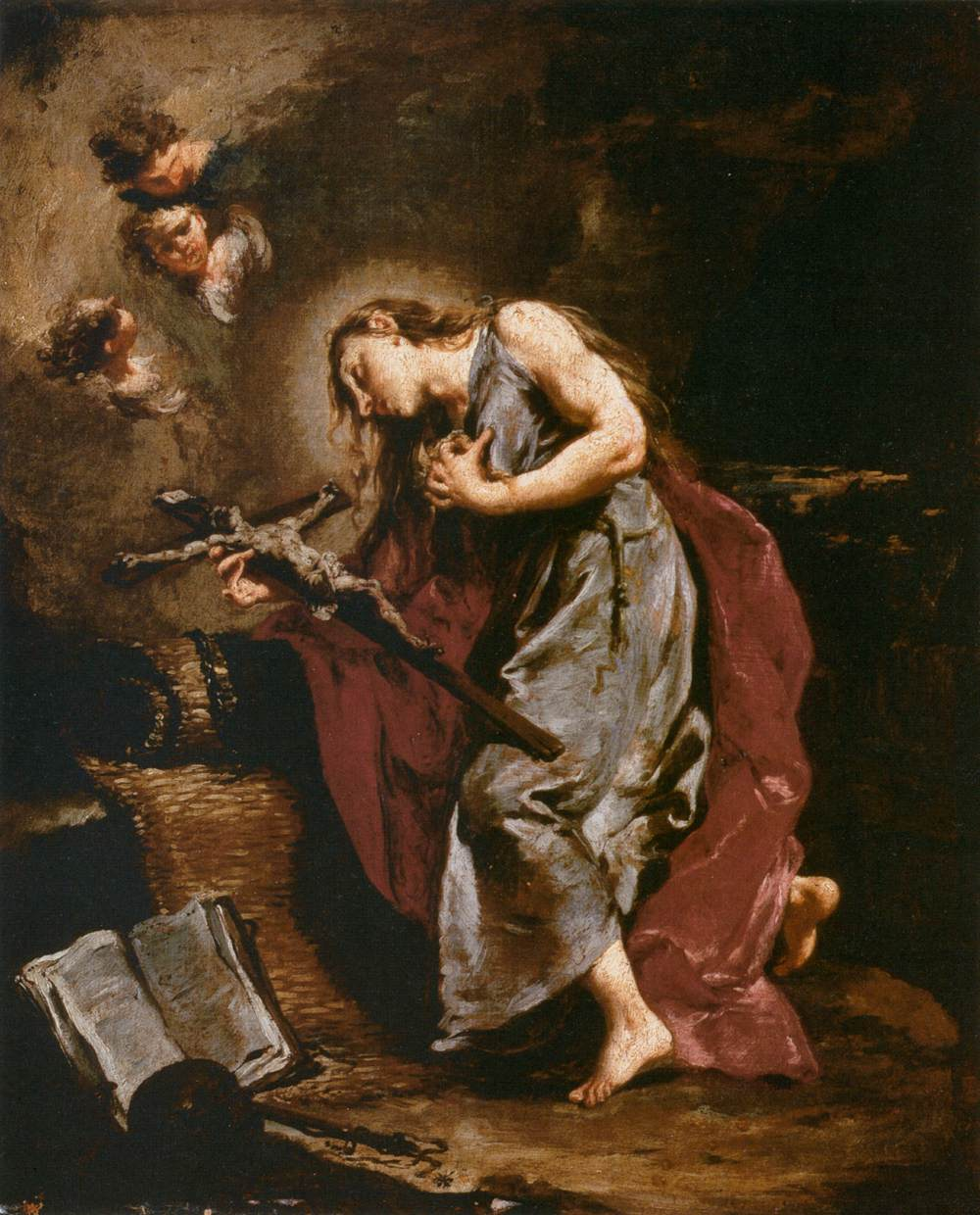
ジャンバッティスタ・ピットーニ Penitent Magdalene, 48 x 38 cm
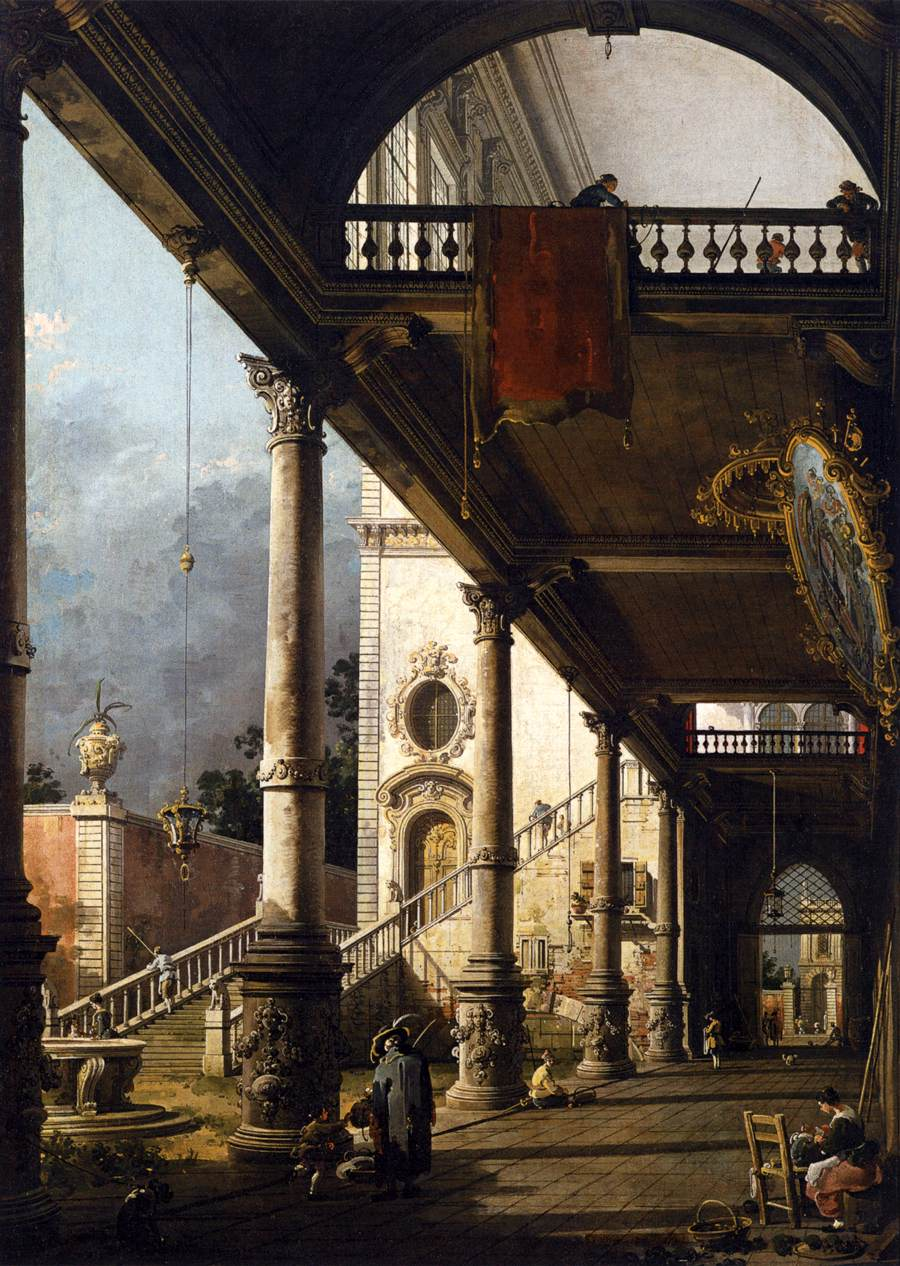
カナレット Perspective View with Portico, 131 x 93 cm

## 関連事項
- アッカデーミア橋